# Umění 19. století
Umění 19. století zahrnuje pestrou škálu uměleckých slohů a směrů, které vyplňují 19. století a značí přechod od tradičních forem umění inspirovaných antikou k modernímu umění.

## Empír
Empír, zvaný také císařským slohem, byl druhou fází klasicismu, resp. neoklasicismu.
Název pochází z francouzského slova empire (impérium). Stavělo se v něm převážně v době, kdy se Napoleon Bonaparte prohlásil císařem. Sloh se uplatnil především v architektuře, v módě a v designu nábytku.

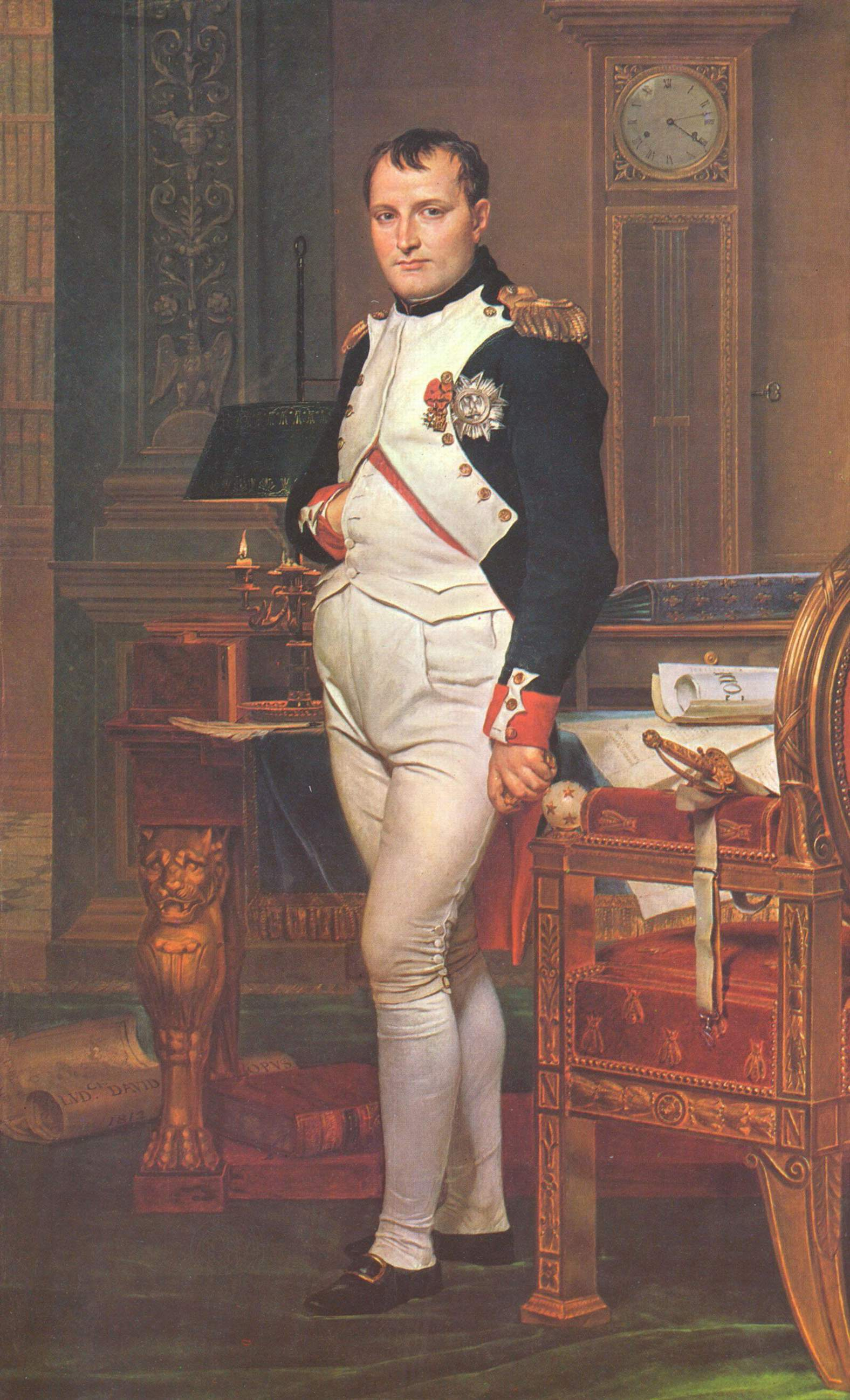
Císař Napoleon

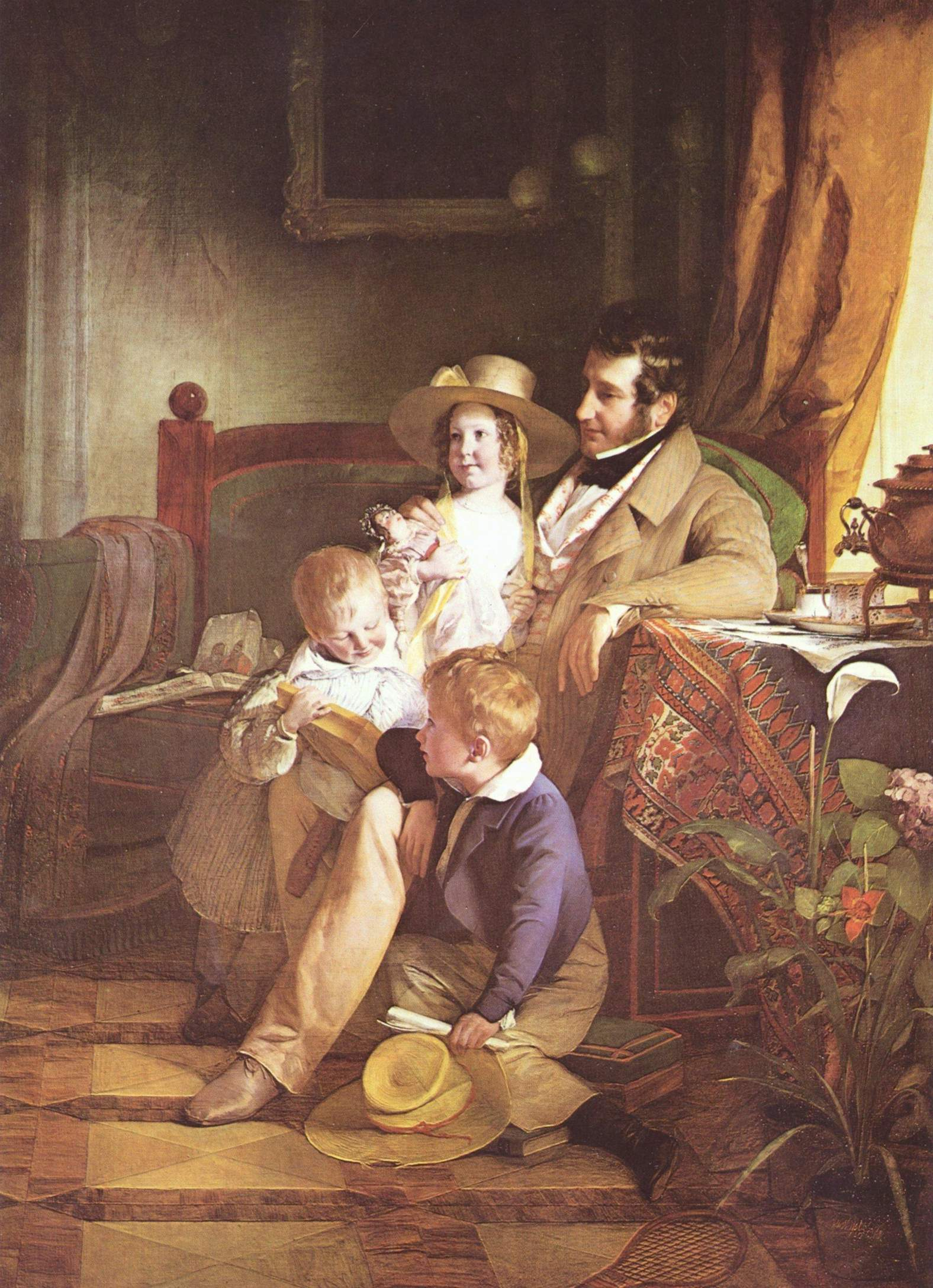
Amerling - rodinný portrét

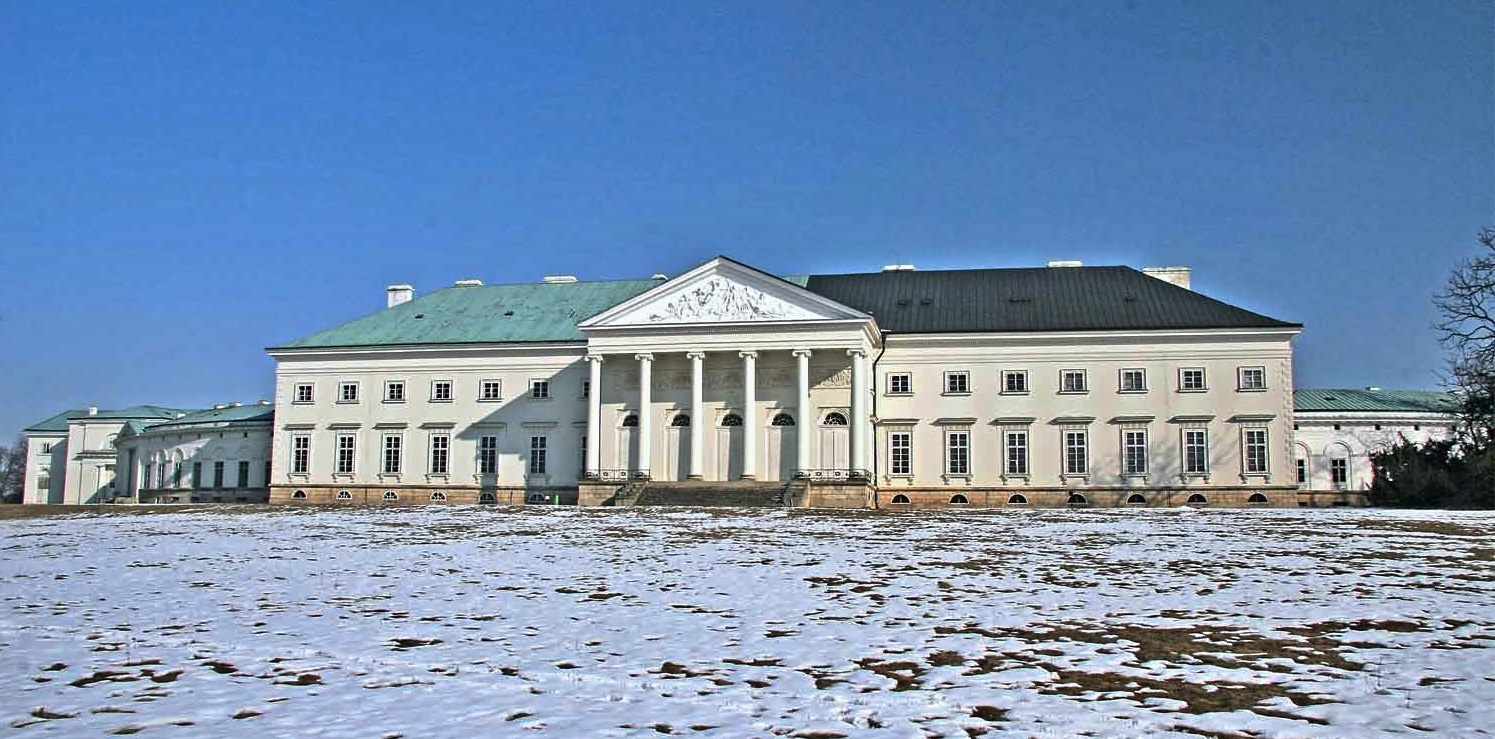
Zámek Kačina
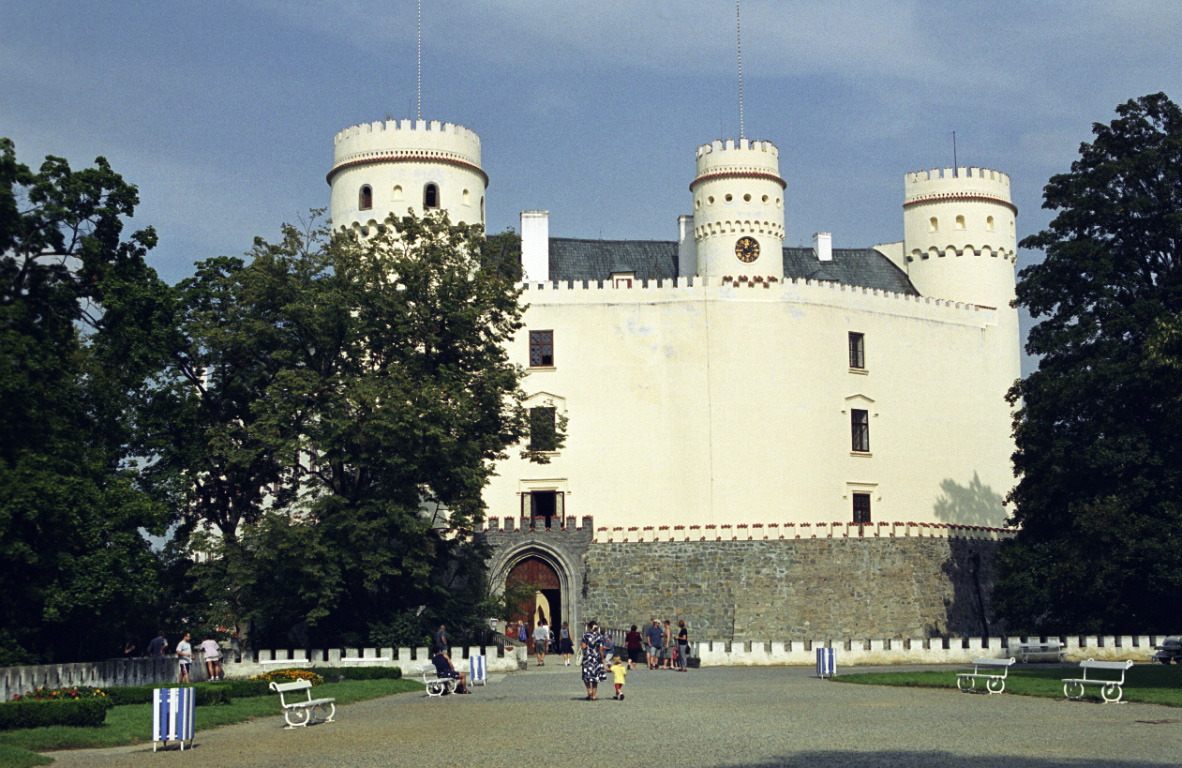
Zámek Orlík
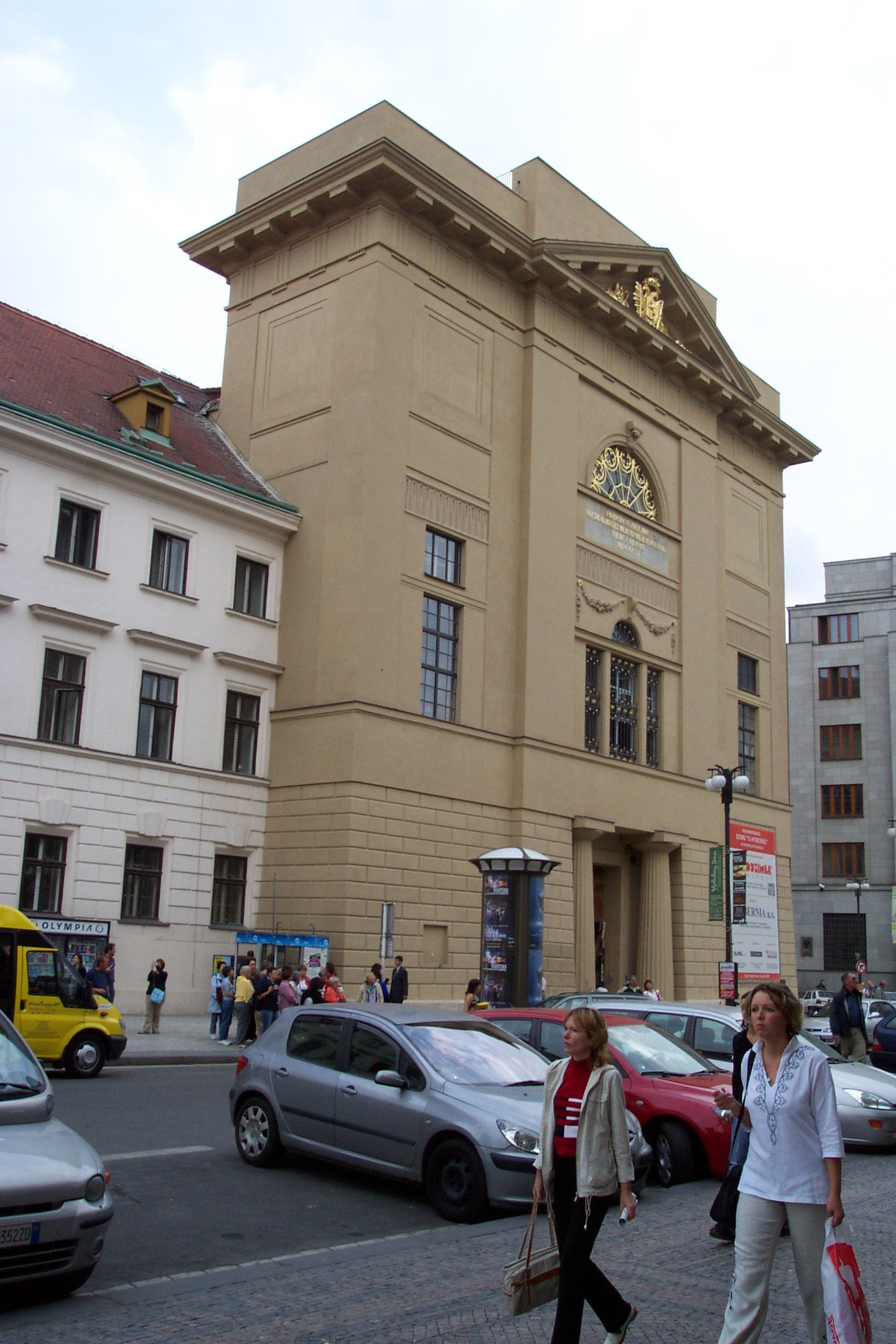
Dům U Hybernů
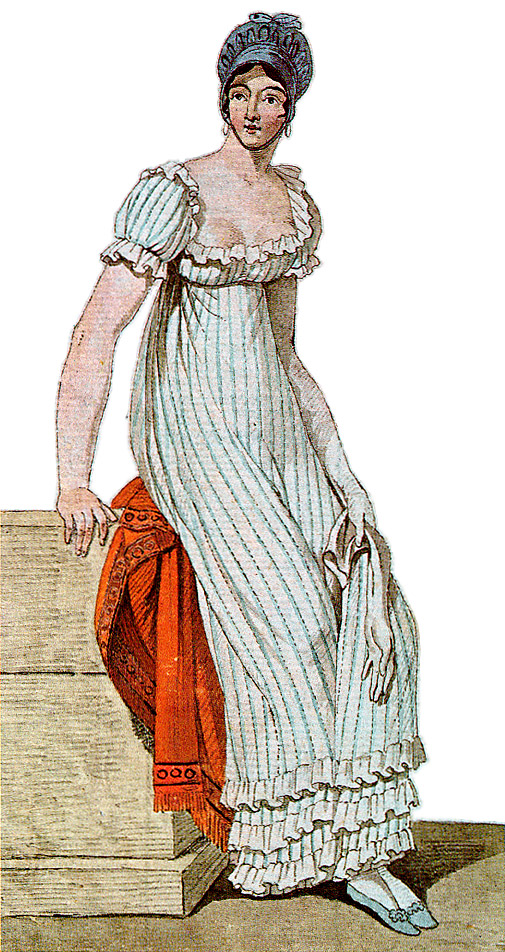
Ženský empírový oděv

Sochařství a architektura: důraz byl kladen na antické a egyptské vzory. Příkladem této architektury může být zámek Kačina, nebo přestavba barokního kláštera na celnici (Dům U Hybernů).
V nábytkářství byla dávána přednost černozlaté barvě. Nohy u nábytku byly podle orientálních vzorů často zakončovány napodobeninami zvířecích tlap (např. lvích).
Také kultura odívání byla ovlivněna antickým uměním (uvolněnost a splývavost ženského oděvu s velkou dekoltáží zahalenou šátkem). Byly dováženy první kožešinové pláště a kašmírové šály z Egypta. Nová módní vlna zachvátila nejen ženskou módu, ale celkově ovlivnila i ostatní druhy umění a způsob života.

## Novorenesance
Novorenesance (neorenesance) je historizující umělecký sloh vycházející z renesance a spojený s národním uvědoměním. Byla uplatňována na velkých veřejných stavbách (divadla, muzea, národní domy, sokolovny, banky, nádraží, školy apod.). Později se na jejich fasádách i v interiérech začínaly objevovat secesní prvky.

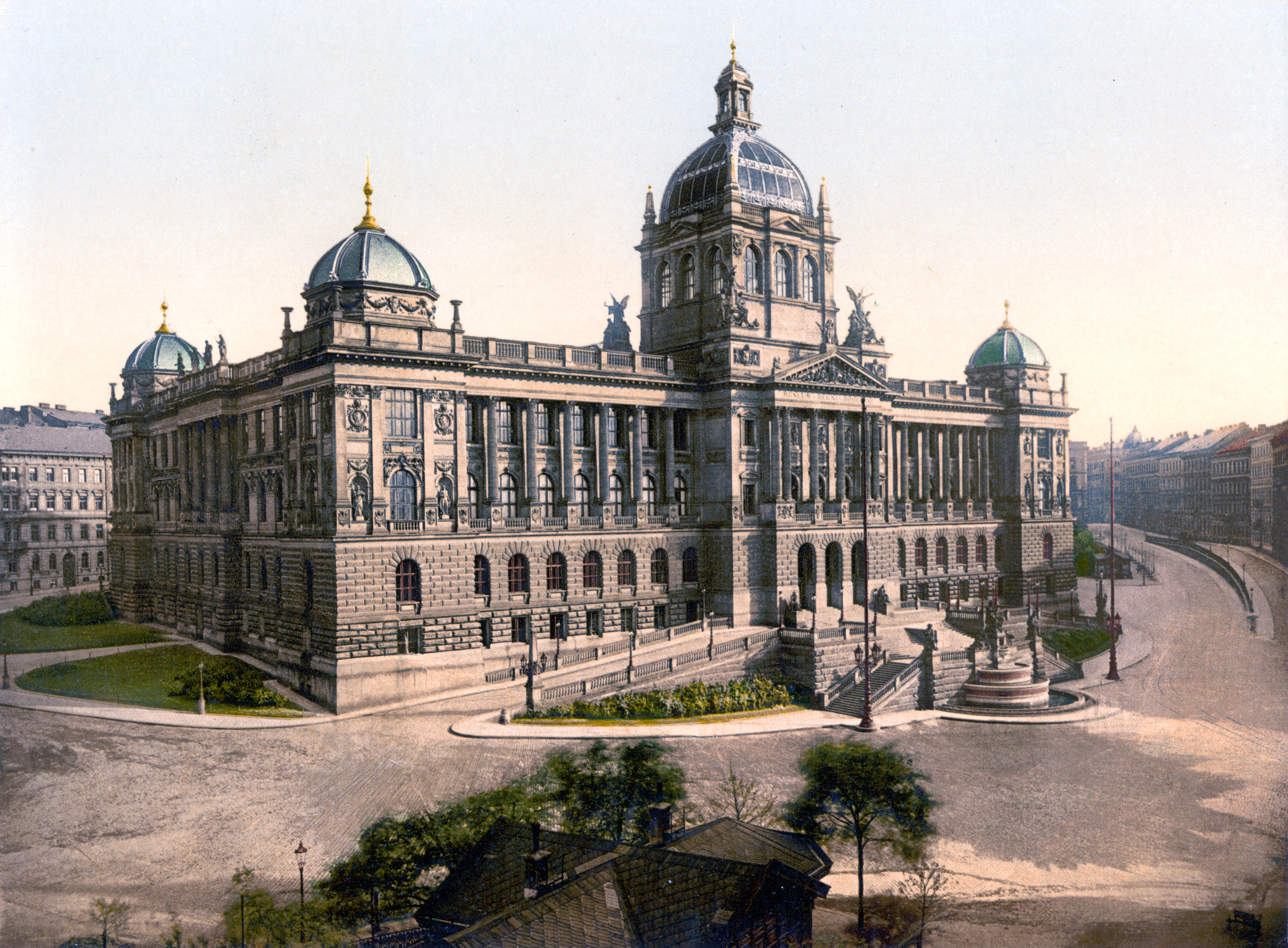
Národní muzeum v Praze

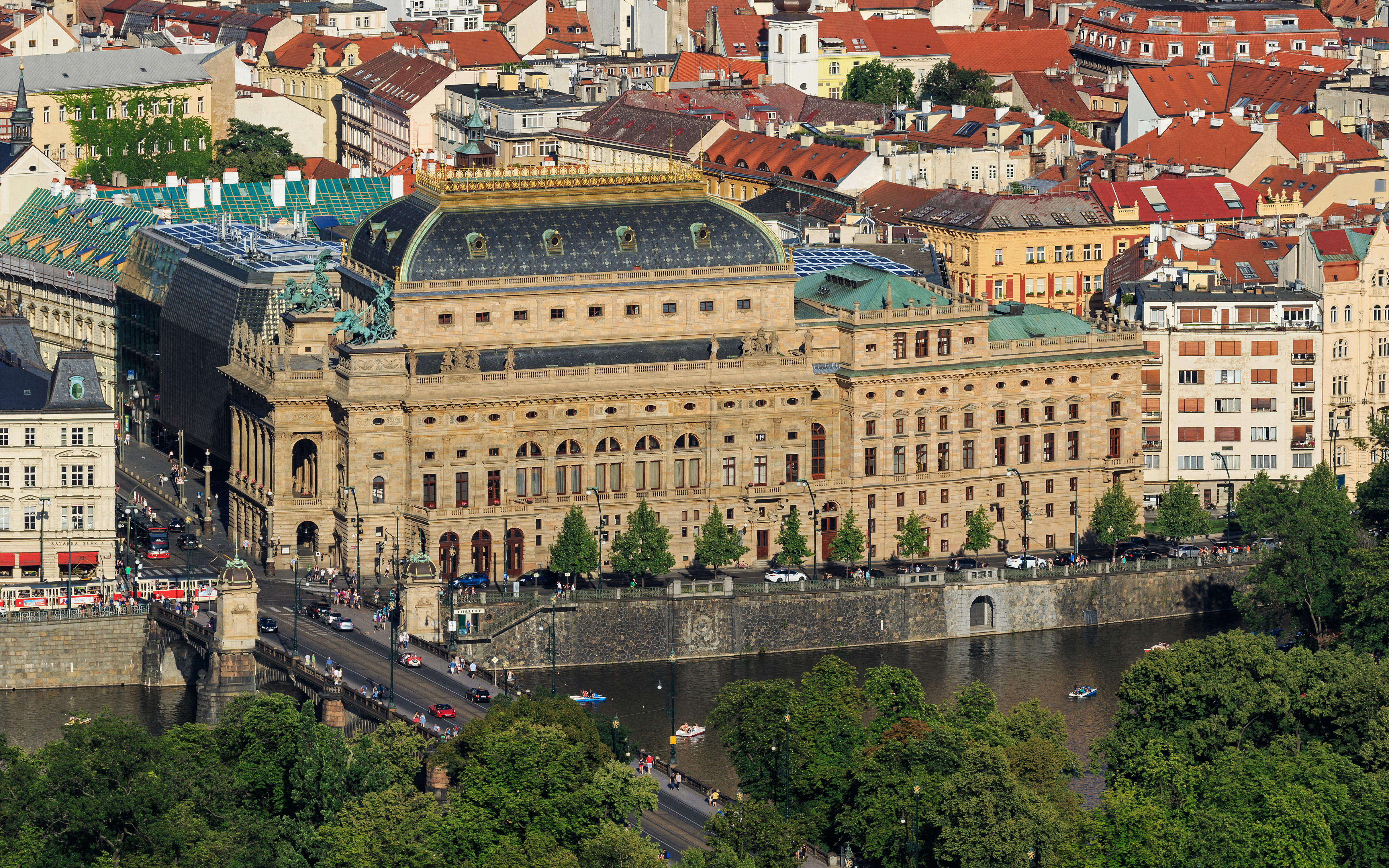
Národní divadlo v Praze

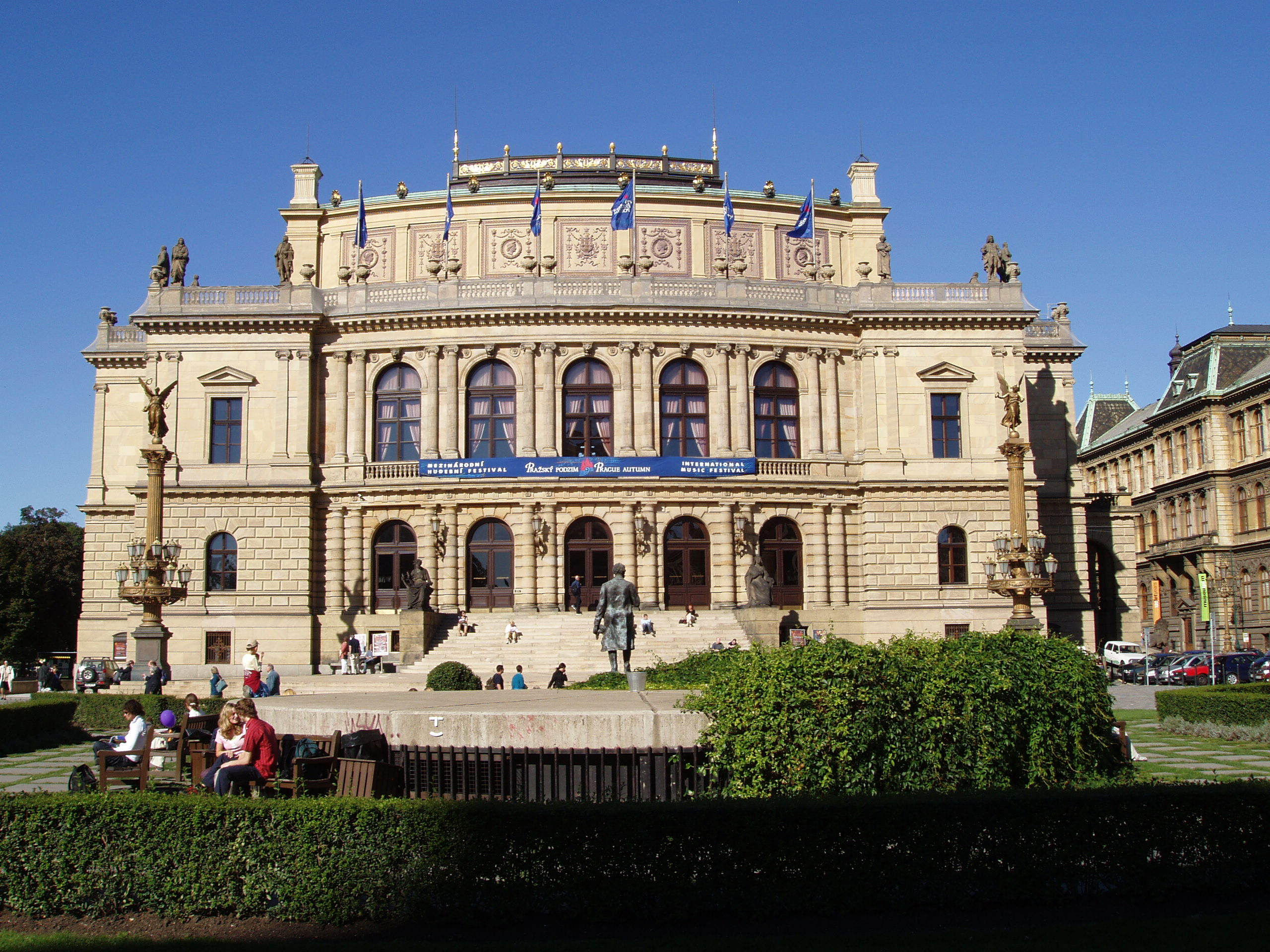
Rudolfinum v Praze
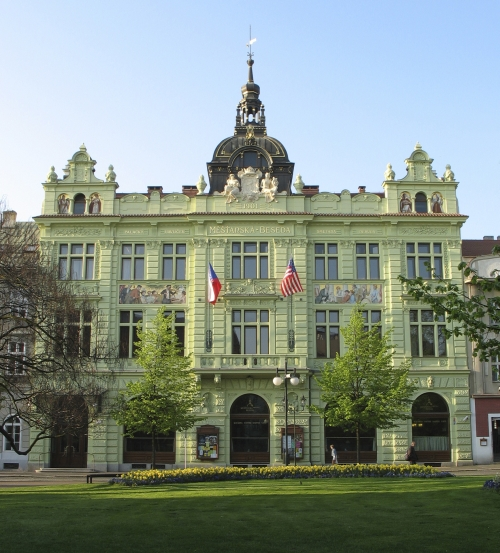
Měšťanská beseda v Plzni
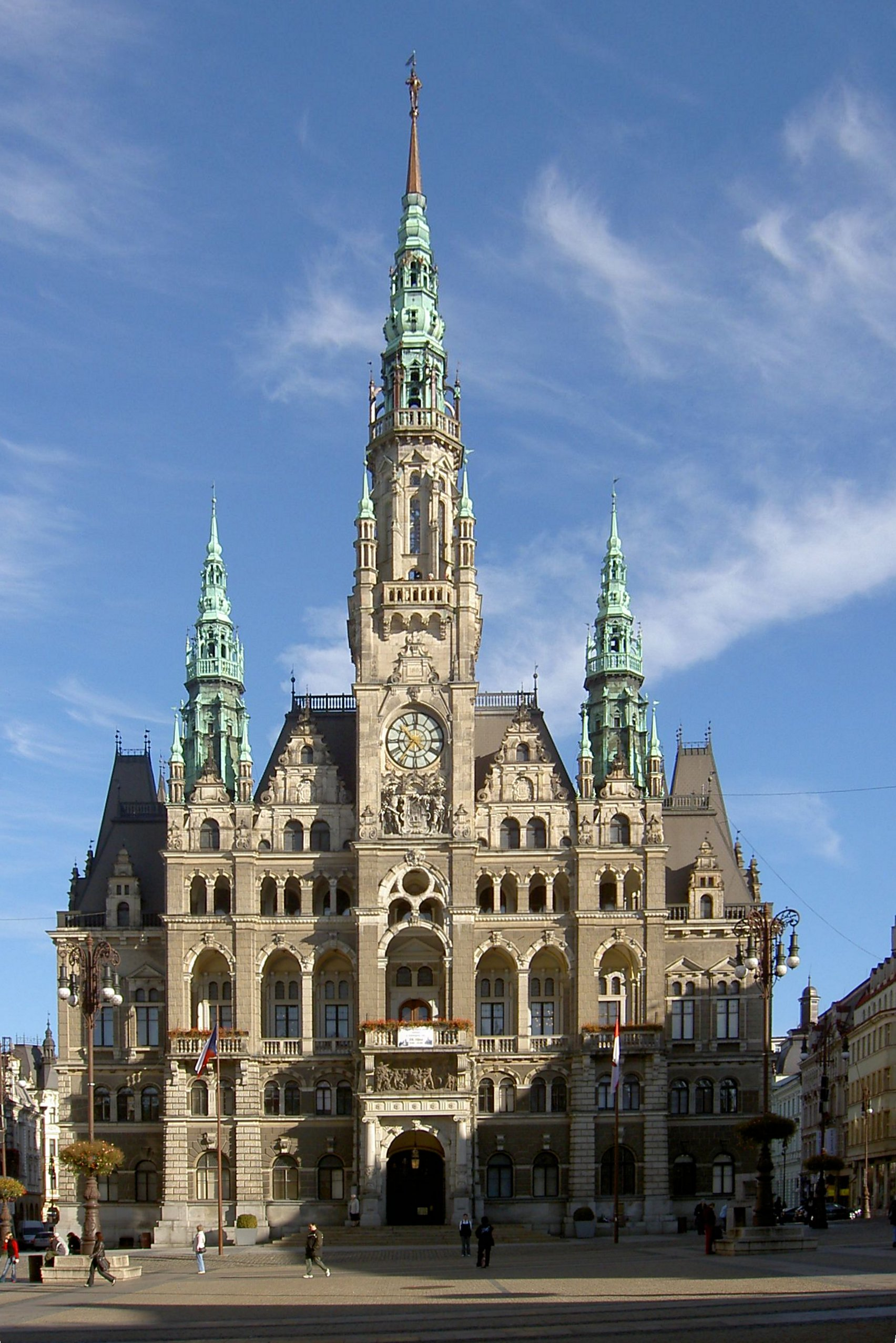
Radnice v Liberci
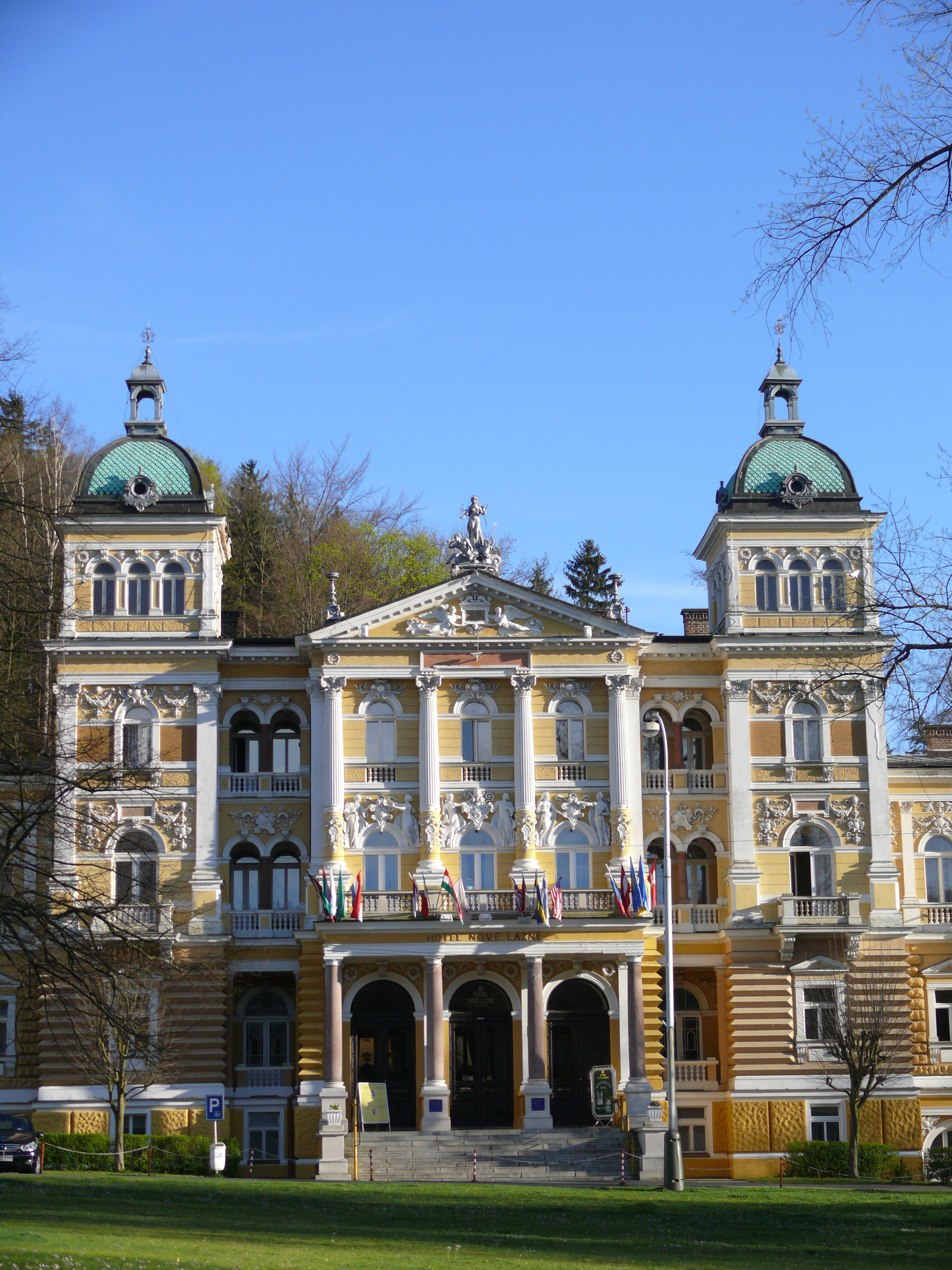
Hotel Mariánské Lázně

Architektura: V novorenesančním slohu byla postavena řada nejvýznamnějších staveb v Praze i v dalších městech. Patří k nim např.
Národní muzeum, Národní divadlo, Rudolfinum, Muzeum hlavního města Prahy, Národní dům na Vinohradech, Kostel sv. Václava na Smíchově, Vinohradská vodárenská věž, Gröbeho vila, Západočeské muzeum v Plzni, Měšťanská beseda v Plzni, Mlýnská kolonáda Karlovy Vary, Hotel Nové Lázně v Mariánských Lázních, Katedrála Božského Spasitele v Ostravě, Liberecká radnice, Bílská radnice.
K nejvýznačnějším architektům patřili Antonín Barvitius, Josef Schulz, Vojtěch Ignác Ullmann, Antonín Wiehl a Josef Zítek.

## Naturalismus

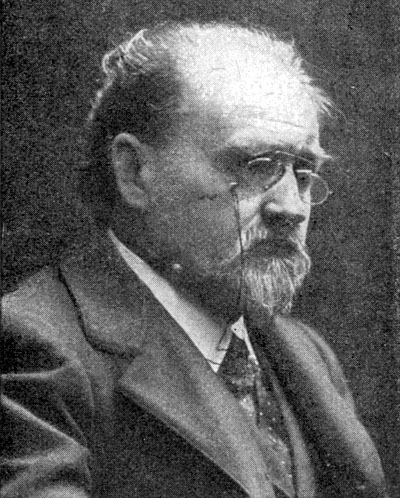
Émile Zola

Hlavní znaky: Naturalismus (lat. natura = příroda) byl filosofickou koncepcí uznávající přírodu za jediné jsoucno a vylučující vše nadpřirozené a transcendentní. Za základní princip výkladu všech přírodních jevů považoval zkušenost. Jeho odvozenými součástmi byly jevy duchovní povahy a především člověk se svými vlastnostmi a schopnostmi.
Filosofie:K základním formám filosofického naturalismu patřil metafyzický (ontologický) a metodologický naturalismus a naturalizovaná epistemologie.
Literatura: Literární směr naturalismus vzniklý ve Francii se uplatňoval nejvíce v západní Evropě. Vycházel z pozitivistické estetiky a při zobrazování člověka a společnosti se opíral o poznatky tehdejší přírodovědy. Zdůrazňoval dokumentární stránku a vnesl do literatury některá nová témata (např. prostředí sociálních vrstev).
Předním teoretikem a spisovatelem byl romanopisec Émile Zola. Mezi jeho stoupence patřili bratři Goncourtové, Huysmans, Burget a v českých zemích Čapek-Chod a Šlejhar.
Výtvarné umění: bylo ovlivňováno literaturou. Výtvarní umělci se snažili věrně zobrazovat přírodní předlohy podle skutečnosti bez idealizace s výrazným zachováním syrových rysů zobrazované skutečnosti.

## Realismus
Realismus vznikl ve Francii v 2. polovině 19. století. Byl přijat v letech 1850 až 1880.
Realismus (skutečný) vznikl jako protiklad přísně slohového klasicismu i citového romantismu.

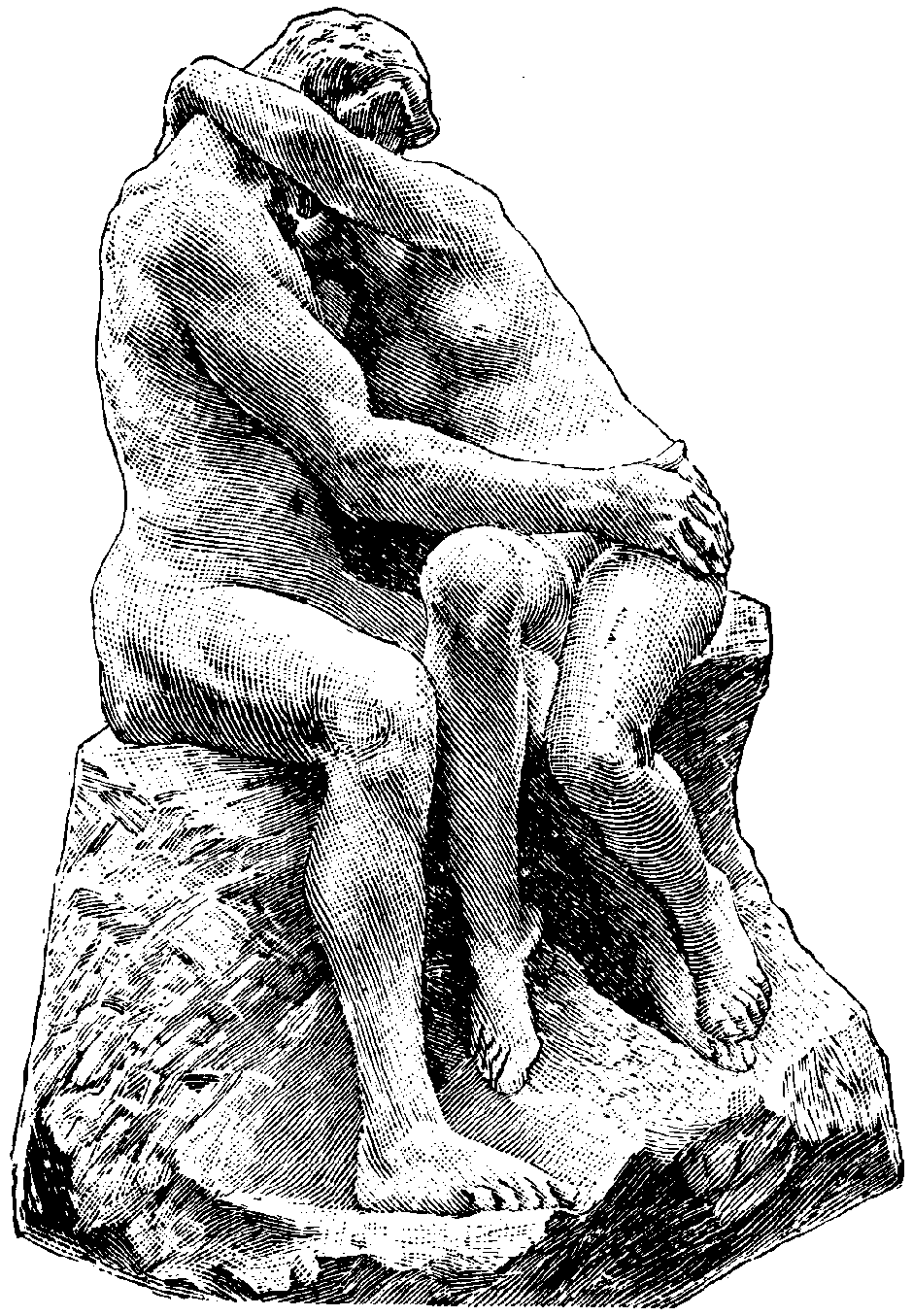
Auguste Rodin - Polibek

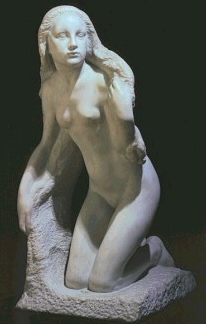
Štursa - Před koupelí

Hlavní znaky: Realismus byl výtvarnou formou odmítající idealizaci a přikrášlování, dívajíce se na skutečno střízlivě, objektivně, bez iluzí a fantazie, propagujíce zachycení dokonalé reality až k naturalistické kopii skutečnosti.
Sochařství a malířství: zaznamenaly odklon od biblické i antické tematiky a věnovaly pozornost námětům z běžného života, včetně sociální kritiky.

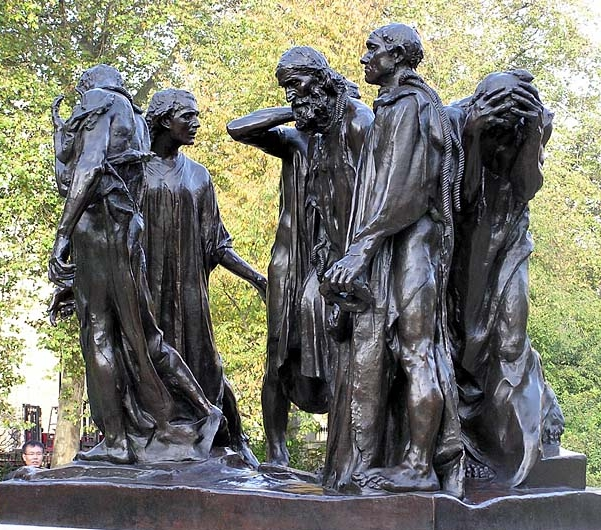
Rodin - Občané Calais
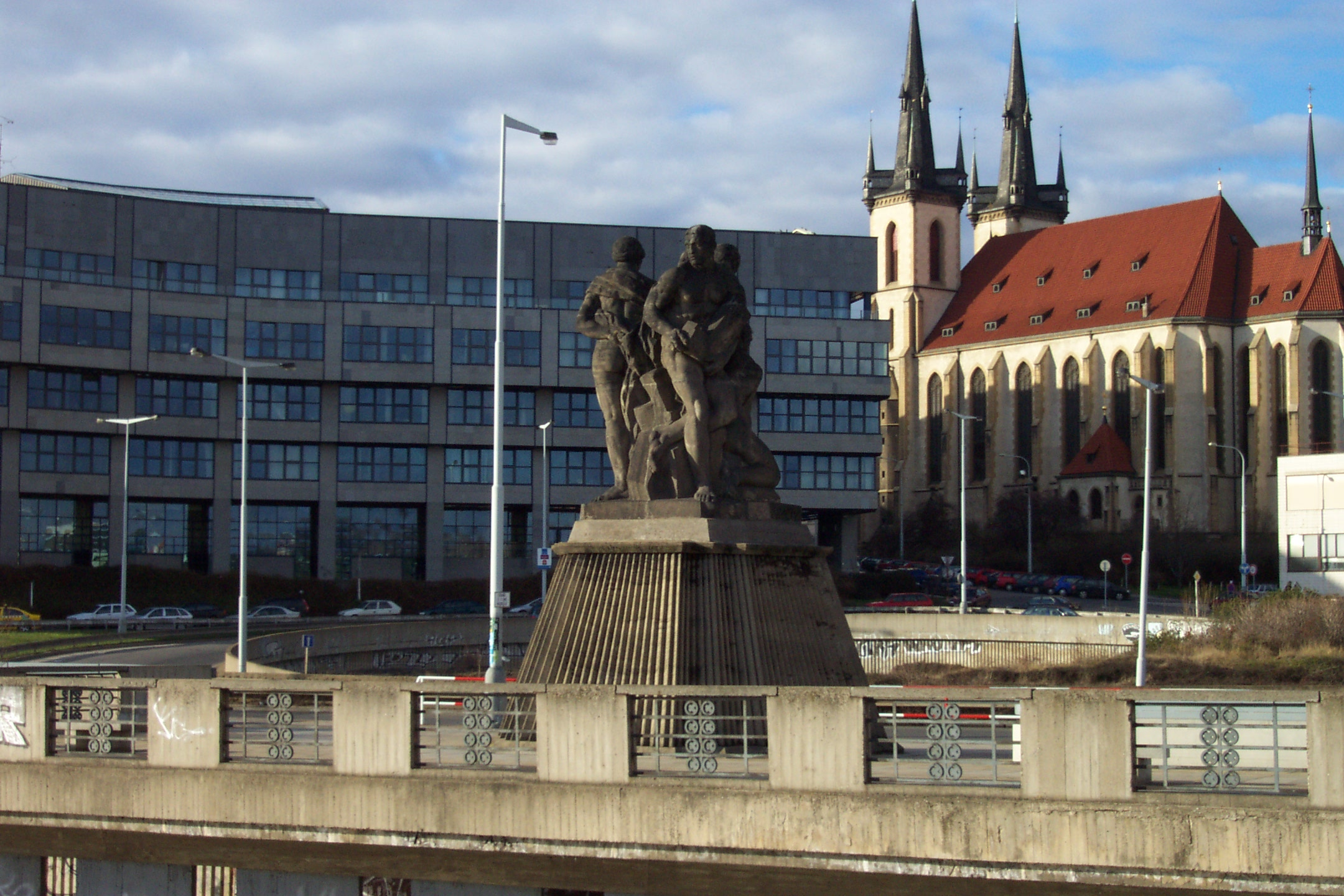
Práce a Humanita
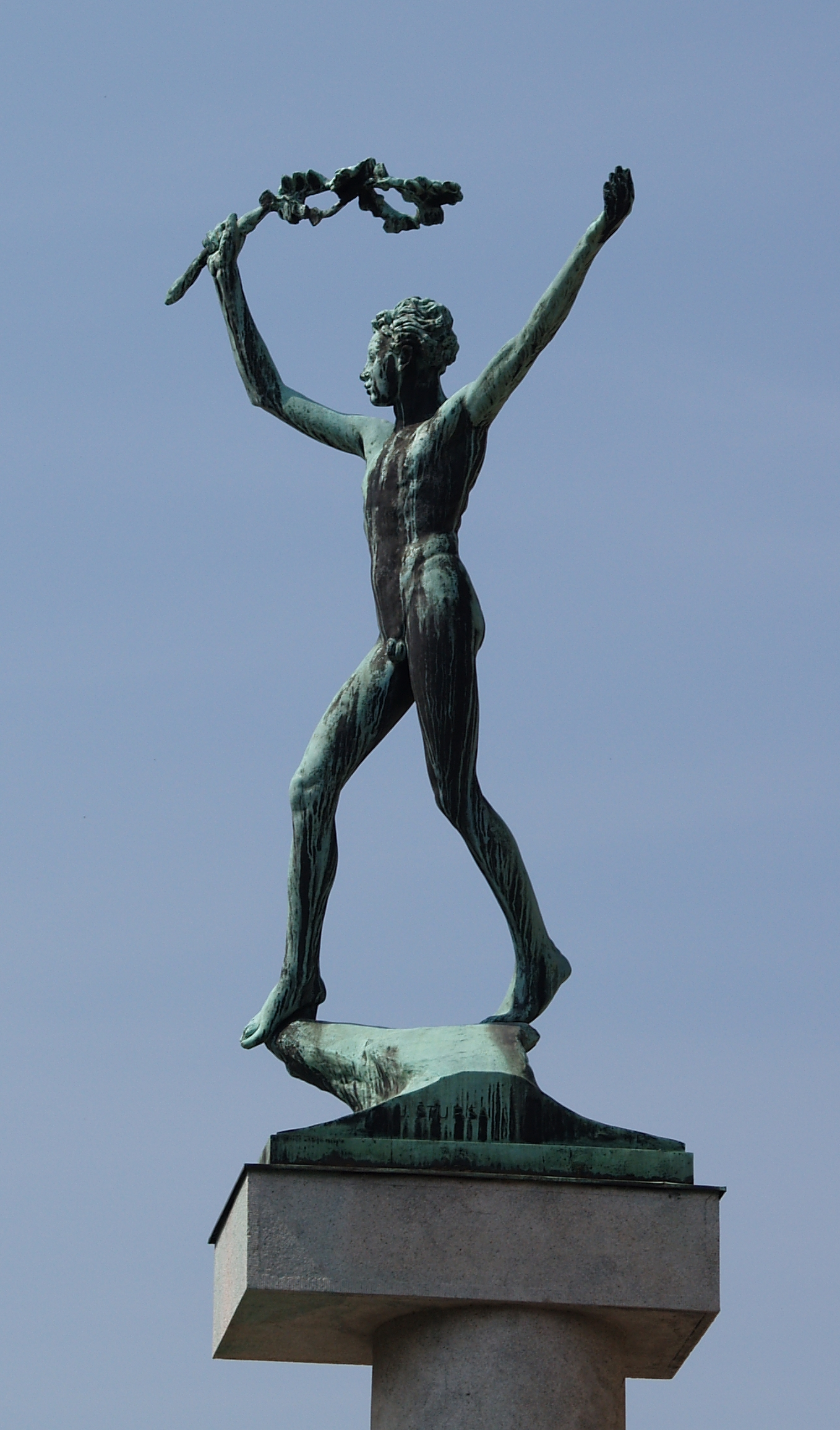
Socha Vítěze
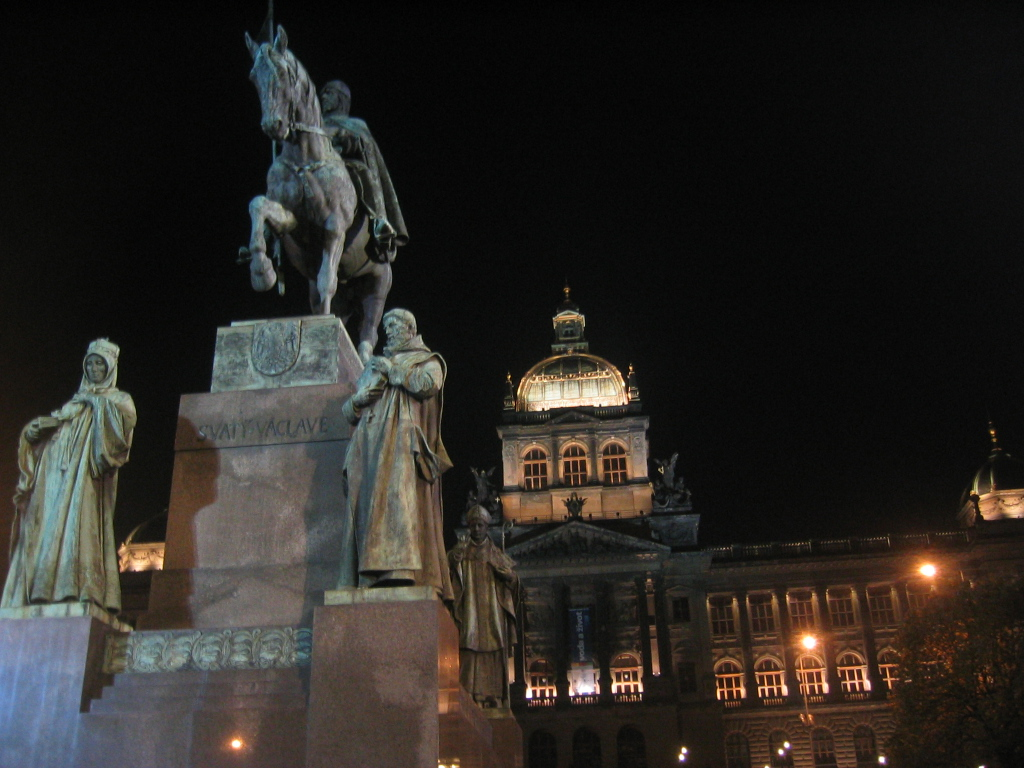
Socha sv.Václava

Sochařství: Francouz Jean-Baptiste Carpeaux nejslavnější sochař doby (Flora - budova Louvru, Tanec - Pařížská opera, Fontána Observatoire), Francouz Aimé Jules Dalou - realista v sochařství (Triumf Republiky - alegorické sousoší na Place de la Nation v Paříži), Belgičan Constantin Meunier - autor proslulého Dokaře. Příznivci kritického realismu: François-Auguste-René Rodin částečně patřil nejen mezi realisty ale také mezi impresionisty.

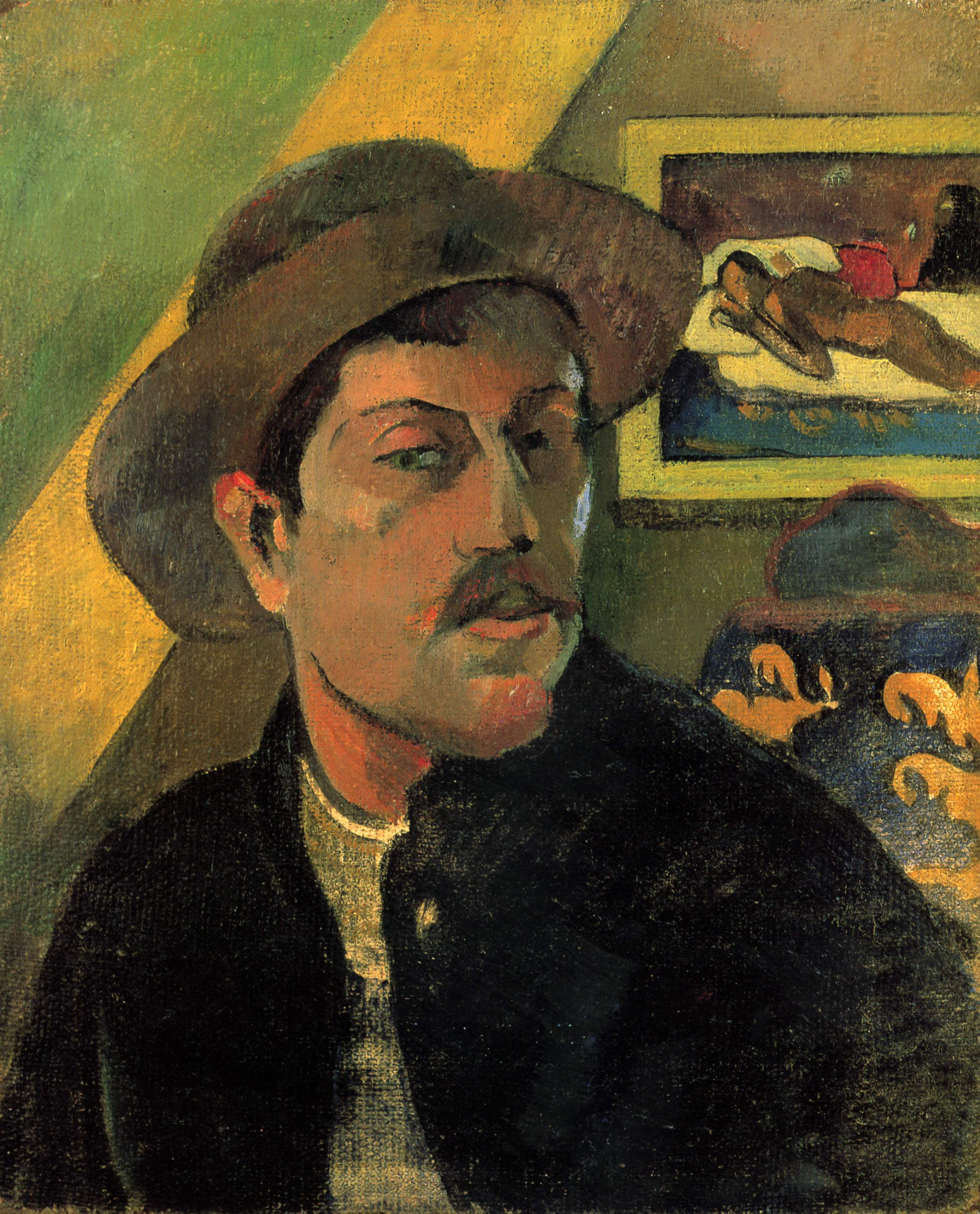
Autoportrét s kloboukem

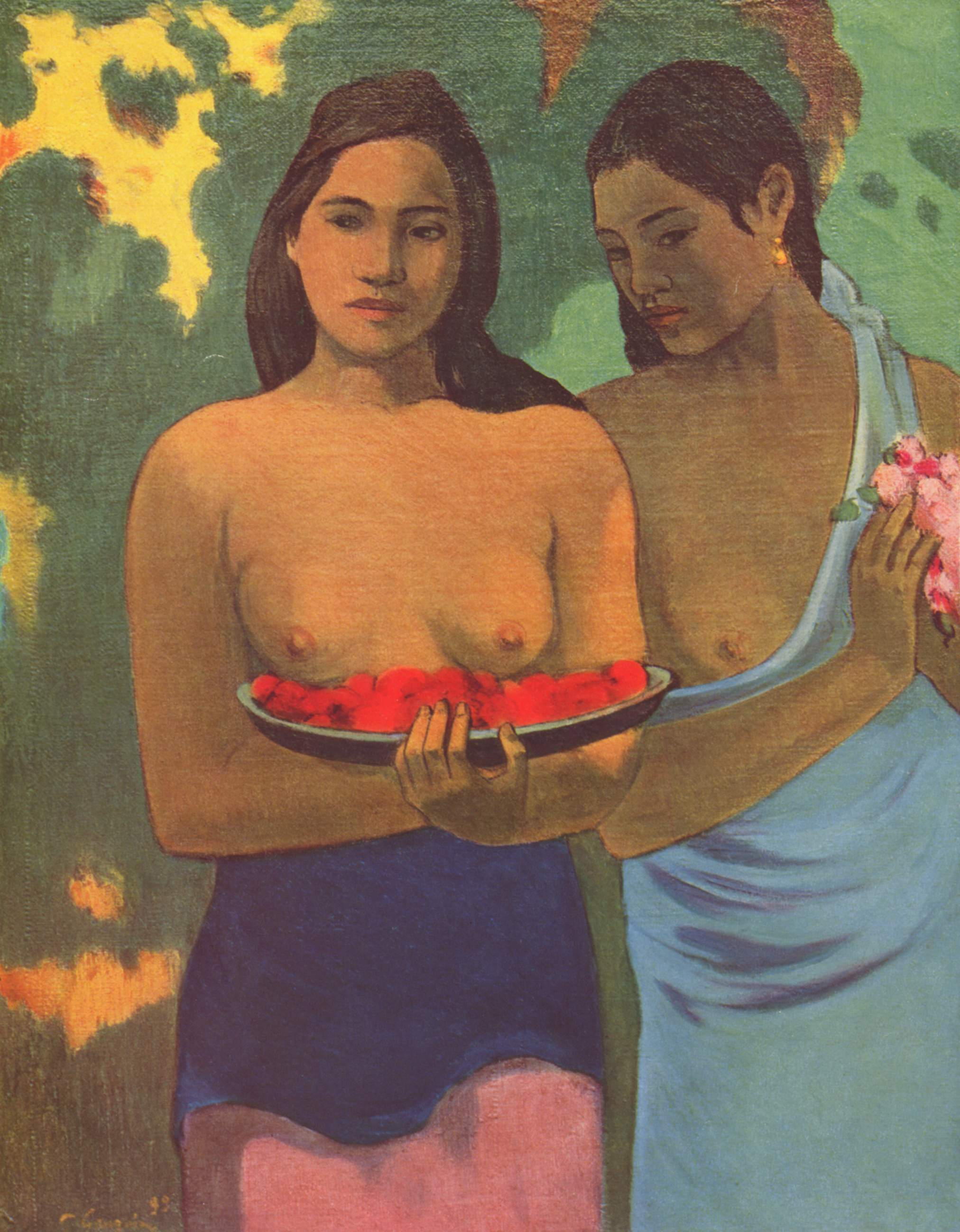
Dívky s květy manga

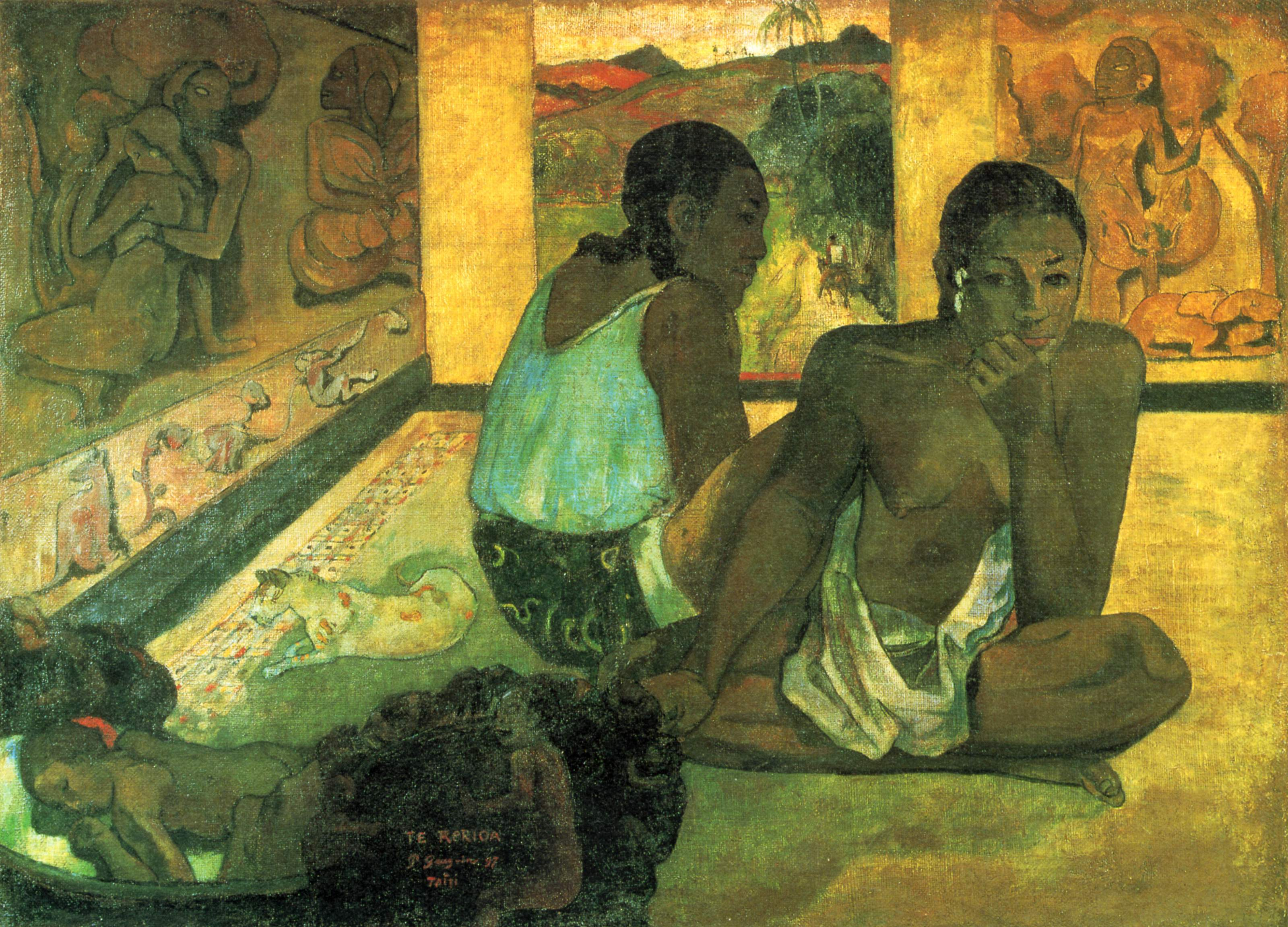
Te Rerioa - Sen
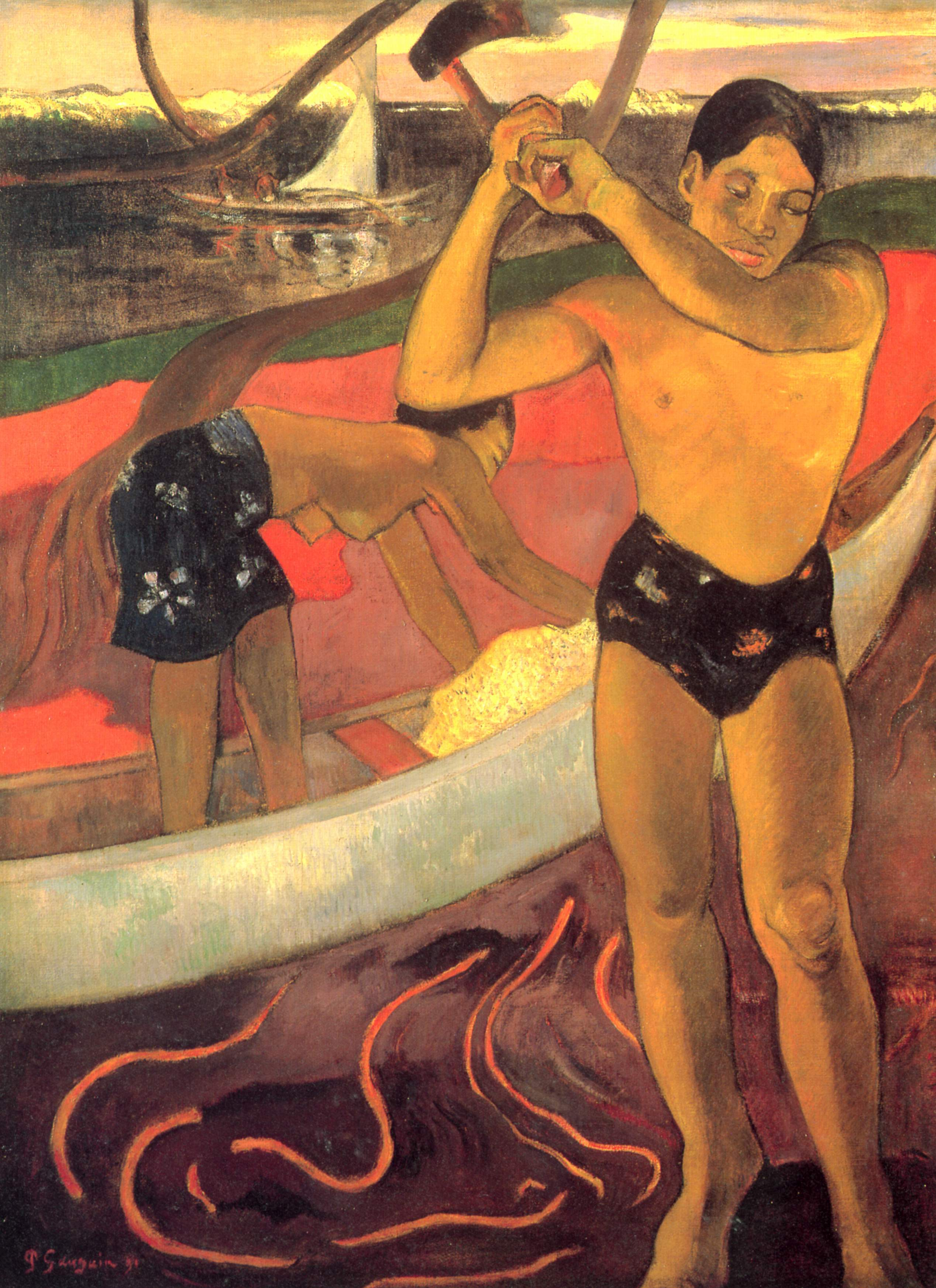
Muž se sekyrou
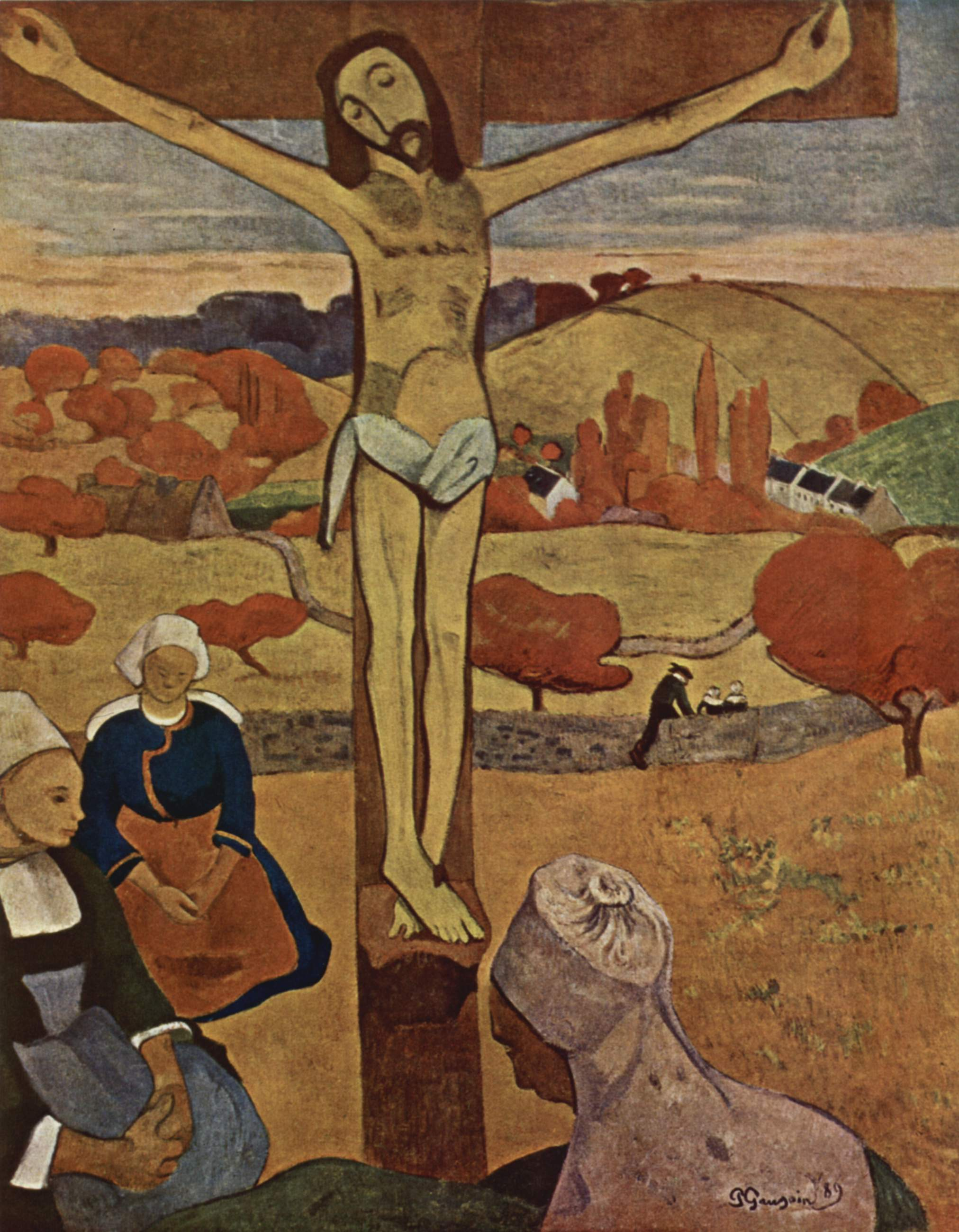
Žlutý Kristus
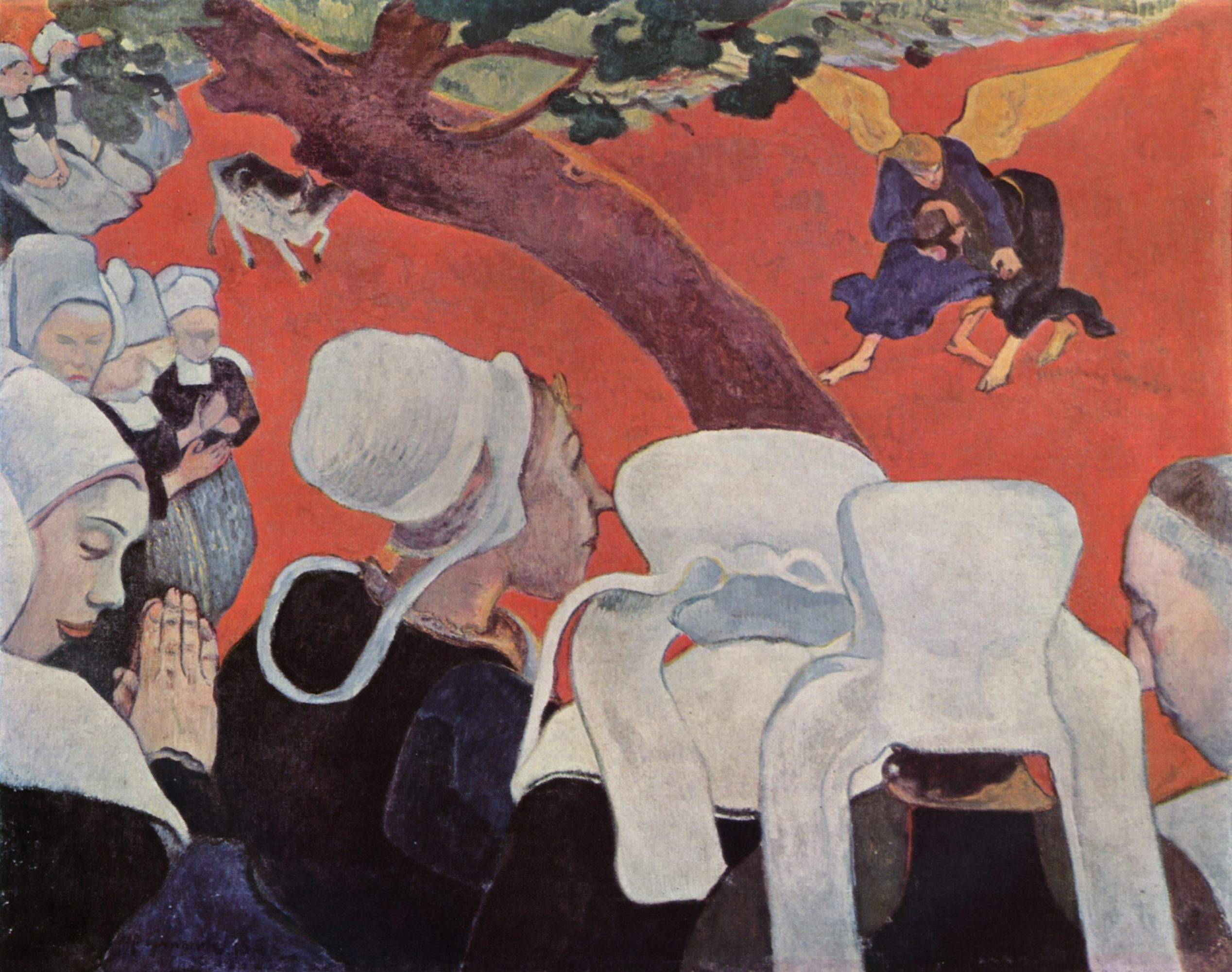
Vidění po kázání

Malířství: Francouz Jean-Baptiste Carpeaux byl i malířem. Jeho obrazy byly plné světelných efektů (Maškarní ples v Tuileriích), Francouz Paul Gauguin - sochař a malíř, tvořil sochy a reliéfy vycházející z jeho zážitků na Tahiti, Francouz Edgar Degas byl považován za impresionistu (postavy baletek) – doplňoval svou sochařinu i malbou. Théodor Géricaulta reprezentoval předvoj realistické malby (Prám Medusy) a vzniku realistického krajinářství, Theodor Rousseau, Jean-Francois Millet a Jules Dupte, - věnovali se uctívání přírody se snahou o pravdivost obrazu, Francouz Gustave Courbet, realizoval výstavu obrazů Le realisme (Štěrkaři, Pohřeb v Ornans, Atelier, Dobrý den, pane Courbete). Adolf von Menzel - rozvoj realistické malby v Německu.
České sochařství a malířství: Josef Václav Myslbek připravil cestu českému realistickému sochařství zvláště v pomnících a podobiznách. Myslbekovi žáci patřili k mistrům zpracování všedních témat ze života. Jan Štursa byl jedním ze zakladatelů českého moderního sochařství. Jeho žák Karel Pokorný byl vysokoškolským pedagogem. K dalším významným žákům Myslbekovým patřili také Břetislav Benda, Quido Kocián, Jan Ladislav Kofránek, Josef Mařatka, Stanislav Sucharda, Ladislav Šaloun, Otakar Španiel. Franta Úprka a Václav Antoš patřili k představitelům sociálně kritického realismu.

## Impresionismus
Impresionismus vznikl ve Francii, odkud se rozšířil do ostatních zemí. Francouzsky název impression = dojem.
Impresionisté se snažili zachytit smyslové, přírodní a náladové dojmy, co nejpřesněji vyjádřit lyričnost, vystihnout zrakové dojmy, vyjádřit měkké a mihotavé světlo. Ve výtvarném umění šlo o zachycení okamžitých smyslových vjemů a dojmů.
Sochařství: Sochaři se snažili vytvářet náladovou, světlem modelovanou plastiku (měkká modelace, živá hra světel a stínů ). Pevný povrch tvarů členili drobnými výstupky a prohlubněmi, které připomínají členitě dělený malířský rukopis.
Vůdčím duchem impresionistického sochařství byl Auguste Rodin. Během své přes padesát let trvající tvůrčí činnosti vystřídal několik uměleckých směrů (romantismus, realismus, impresionismus, symbolika). Dále to byl Jean-Baptiste Carpeaux (Tanec - průčelí pařížské Opery), Paul Gauguin (Reliéf z Tahiti – dřevo), Barlach (Zpívající muž – dřevo).
K českým impresionistickým sochařům patří především Rodinův žák Josef Mařatka (Polibek) a Bohumil Kafka.
Malířství: Malířům pomáhaly krátké, rychlé tahy štětce a barevné skvrny. Hlavním vyjadřovacím prostředkem byla barevná skvrna, kterou malíři zachycovali jevy v jejich neustálé atmosférické a světelné proměnlivosti. Blízko k impresionistickému způsobu vyjadřování měli již malíři ve starším období (Diego Velázquez, Francisco Goya, John Constable, Turner). Později k hlavním představitelům patřili Édouard Manet, Claude Monet, Camille Pissarro , Alfred Sisley, Pierre-Auguste Renoir a Edgar Degas.
V Čechách se uplatnili v osobitém národním pojetí Antonín Slavíček, Josef Mařatka aj.

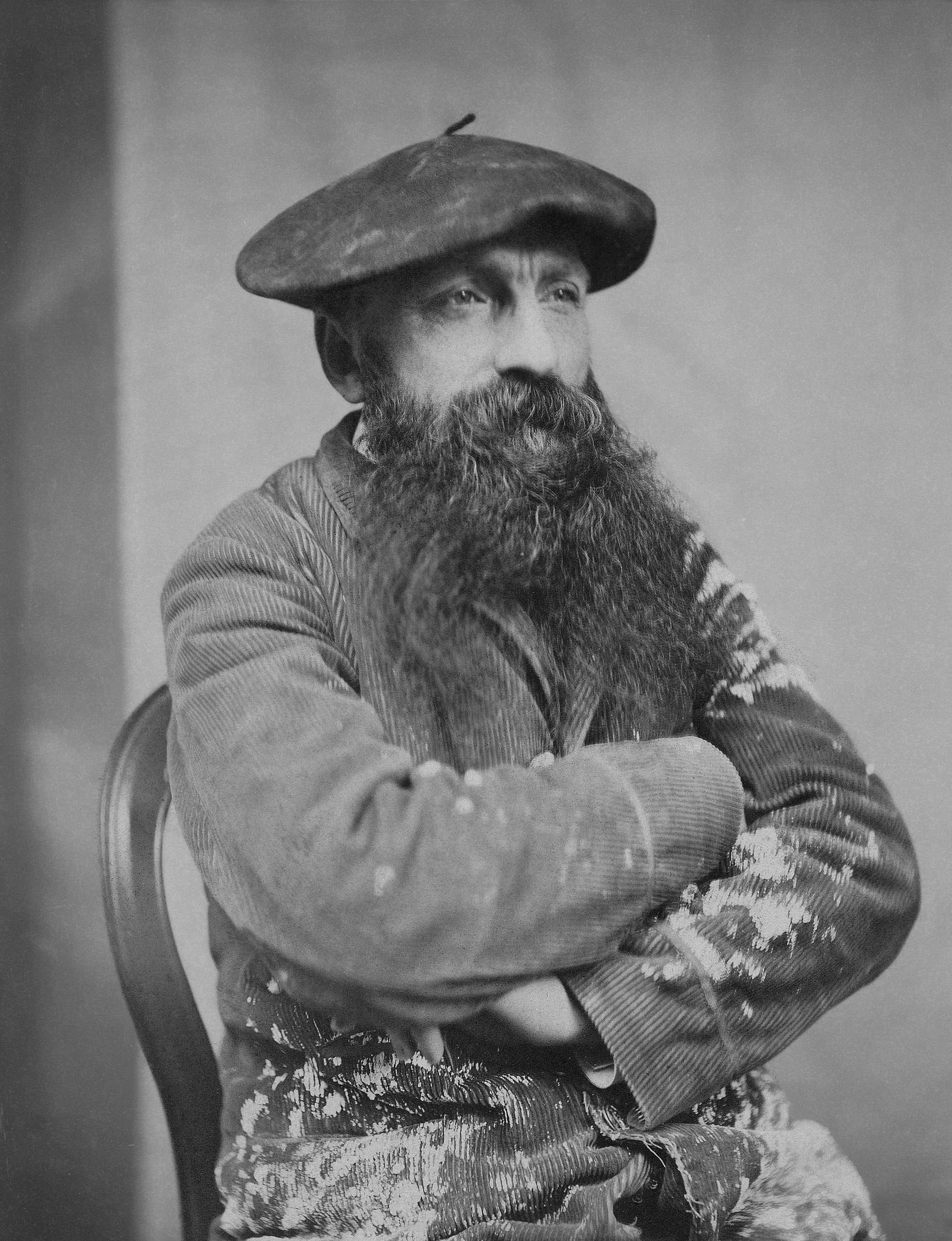
Auguste Rodin

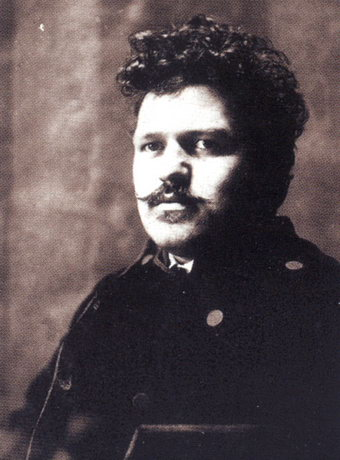
Antonín Slavíček

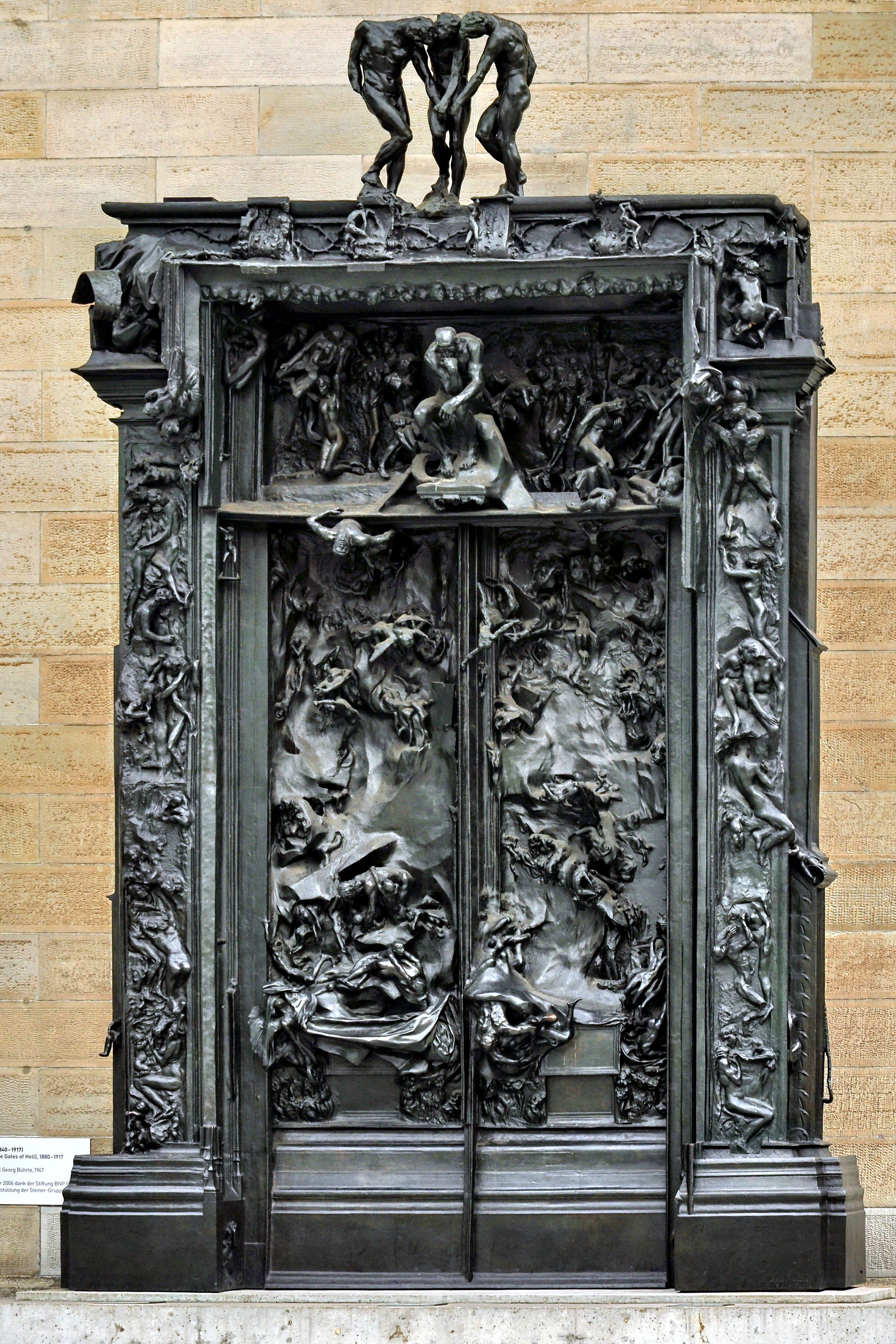
Rodin - Brány pekla
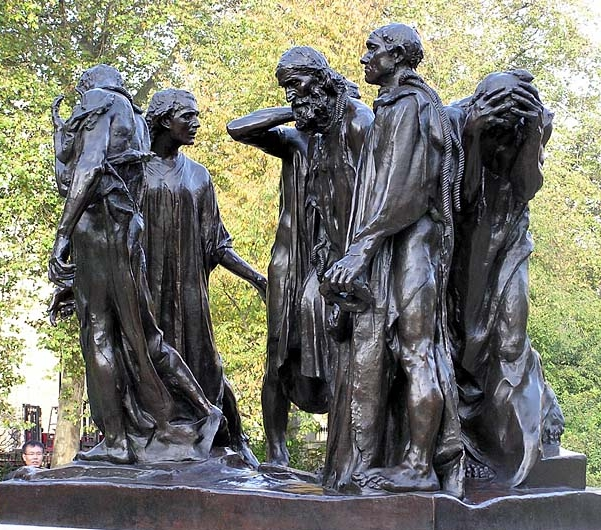
Rodin - Občané Calais
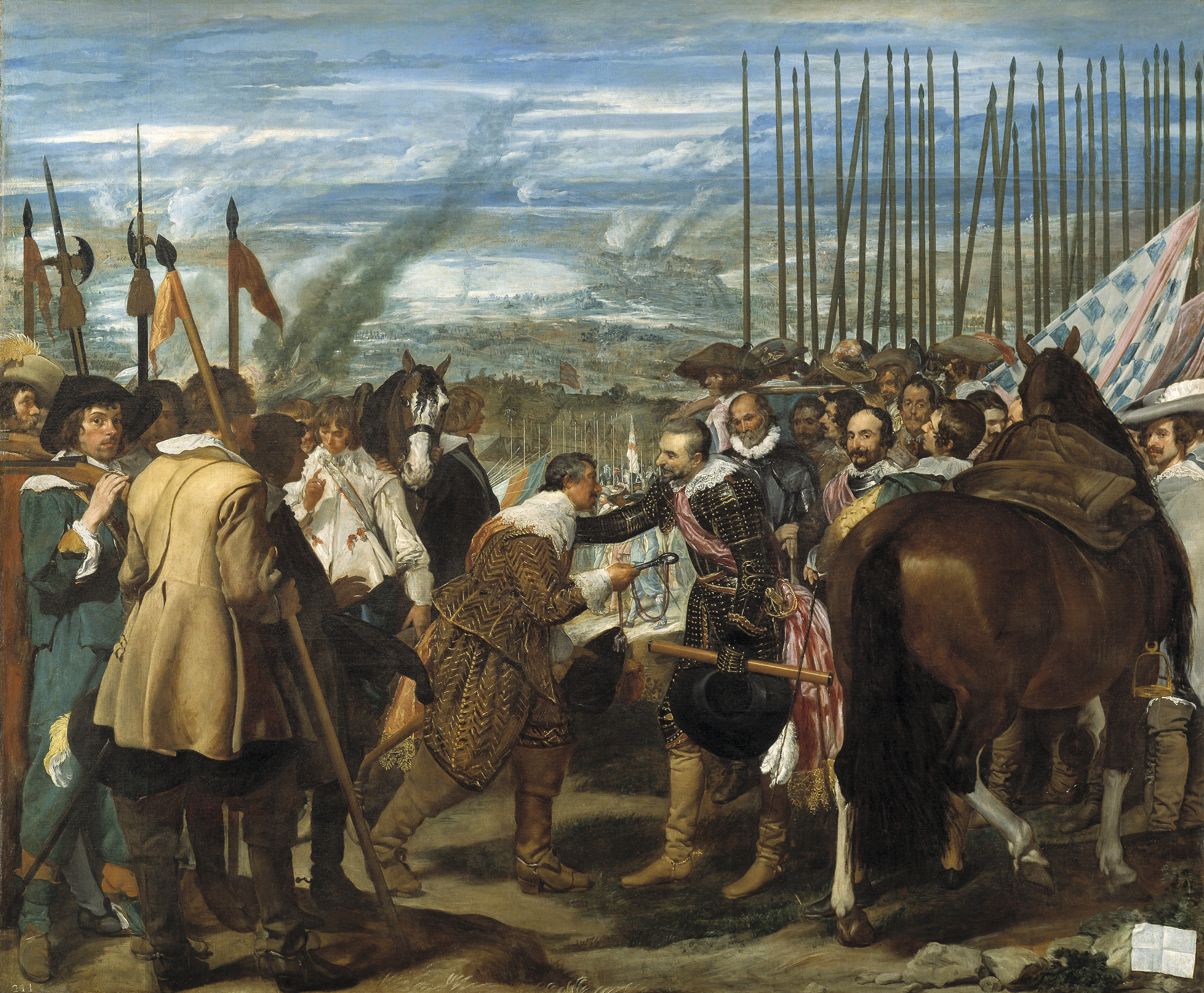
Klíče od pevnosti Breda
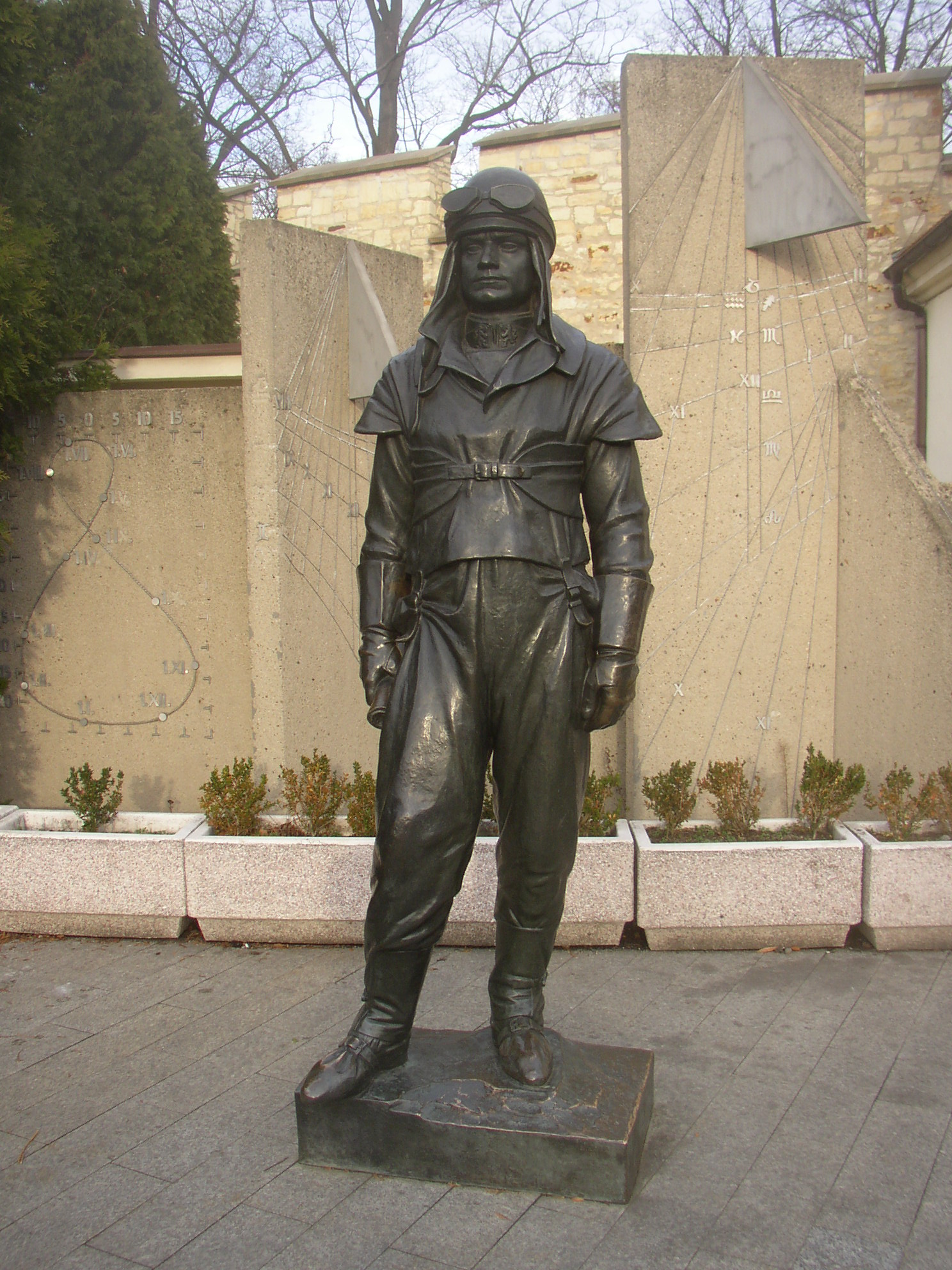
Milan Rastislav Štefánik
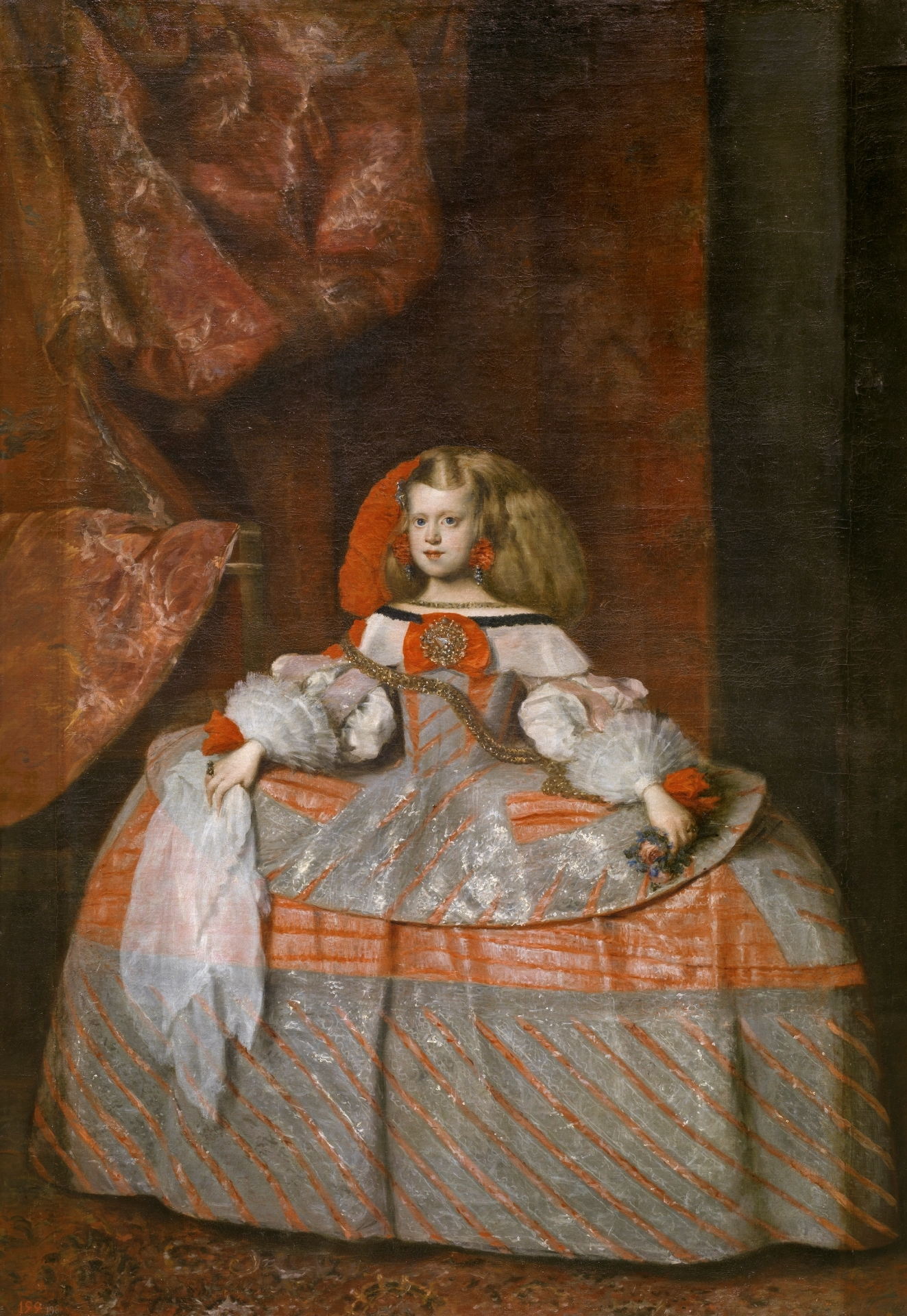
Infantka Margarita,
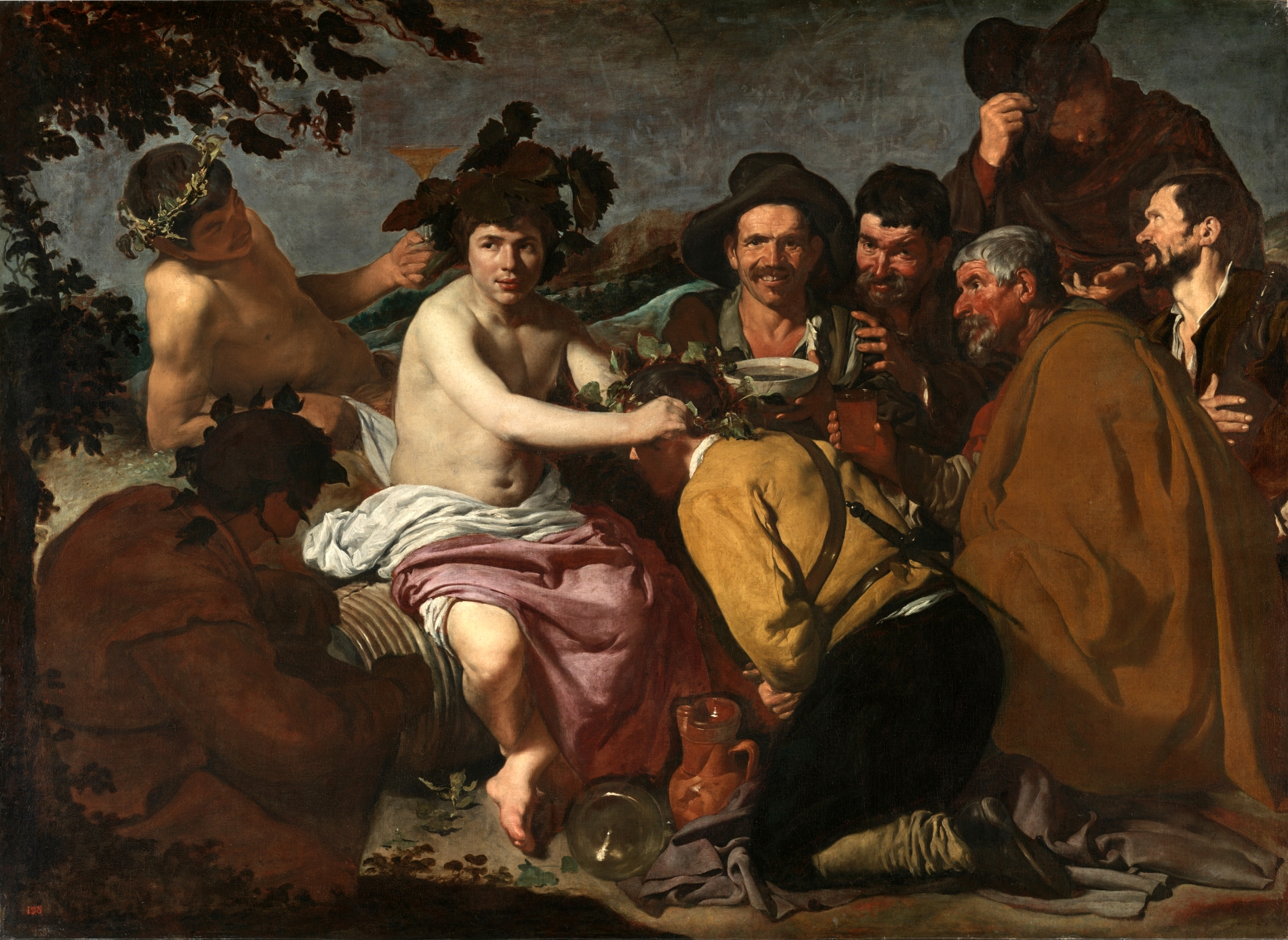
Triumf Bakcha,
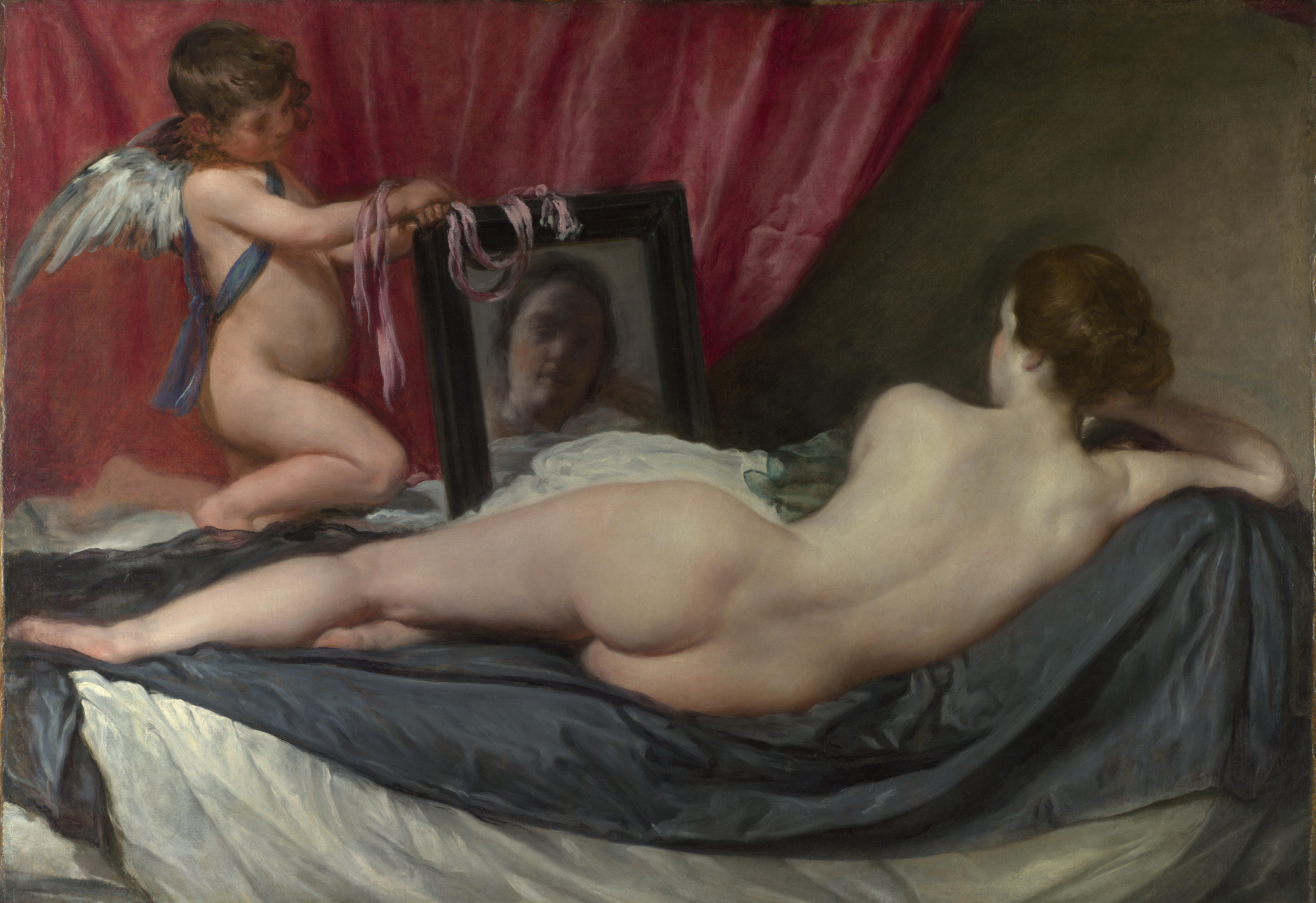
Venušina toaleta
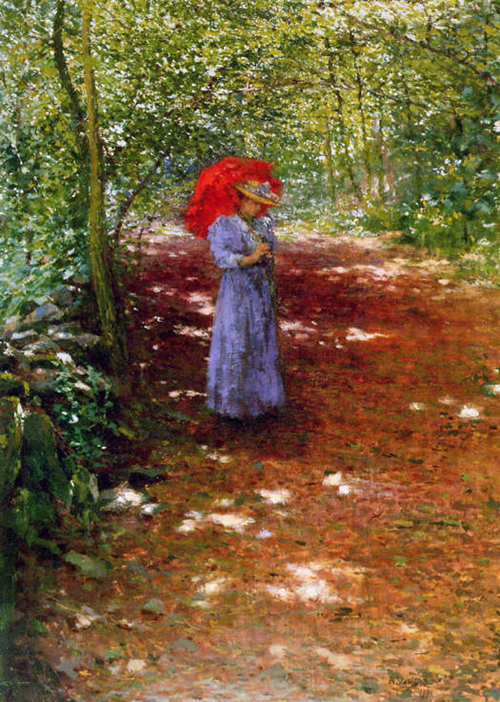
Slavíček - Veltruský park

Literatura a hudba: V literatuře byl estetický princip realizován posílením lyričnosti v poezii i v próze, orientací na intimní a přírodní tematiku, náznakovým vyjadřováním, hudebností verše apod. V české literatuře takovým byl Vilém Mrštík, Antonín Sova a Fráňa Šrámek.
V hudebním umění, zachycujícím smyslové, přírodní a náladové dojmy hudbou charakterisovanou neurčitostí a zlomkovitostí melodického obrysu, novými harmonickými prostředky a barevnou instrumentací byli předními představiteli impresionismu Claude Debussy, Maurice Ravel, Richard Strauss, Alexandr Nikolajevič Skrjabin, Vítězslav Novák, Josef Suk.

## Symbolismus

Arthur Schopenhauer

Symbolismus byl uměleckým hnutím, které vzniklo ve Francii v 2. polovině 19. století a významně se uplatnilo především v básnictví. Částečně navazoval na romantismus a byl reakcí na popisnost naturalismu (v Čechách lumírovci). Jeho cílem bylo zobrazovat věci, které nelze racionálně popsat (nálady, emoce, myšlenky, city). K jeho největšímu rozmachu došlo na přelomu 19. a 20. století.
Poezie: Symbolisté se snažili proniknout k podstatě skutečnosti, usilovali o vnímání umění všemi pěti smysly. K tomu jim měl pomáhat symbol, který se měl stát prostředníkem mezi skutečným světem a „světem duše“ a měl v náznaku odkrývat tajemství ukryté v nitru věcí. Symbol nebyl přímým pojmenováním věci (problému nebo stavu), ale pouhým náznakem (sugescí) podstaty věci. Umění mělo zachytit více absolutních pravd zpřístupněných nepřímými metodami.
Symbolisté se snažili o jeho vytvoření soustředěným vnímáním celé umělcovy bytosti. V poezii básníci usilovali o postižení stále diferencovanějších a výlučnějších duševních stavů a prožitků moderního člověka rozvíjením její metaforické stránky. Opírali se o filosofii Schopenhauerovu. Rafinovanými prostředky rozněcovali a zjemňovali smyslovou stránku poezie, kladli důraz na melodičnost verše a uvolňovali jeho metrickou pravidelnost. Díla některých symbolistů (Émile Verhaeren, Alexander Alexandrovič Blok, Otokar Březina, Antonín Sova) mají povahu patetické sociálně filosofické vize, živě reagující na soudobou společenskou problematiku.
Výtvarné umění: Ve výtvarném umění se tento směr nemohl zcela rozvinout, protože reagoval na naturalismus a především na impresionismus a některé jeho myšlenky byly podobné zaměření populárnější secese.

## Moderna
Latinské slovo (modo=moderní) se stalo synonymem osvěty, pokroku, rozumu a svobody. Nástupem moderny na rozhraní 19. a 20. století došlo k nejdůležitější proměně ve vývoji architektury vůbec. Prvně se projevily tendence opustit historizující formy architektury 19. století a nastolit tvorbu odpovídající povaze doby a její technické, účelové í estetické úrovni. Toto období trvající asi dvacet let, předznamenalo vývoj moderní architektury na novém vývojovém stupni, spojující umění, techniku a účelnost světa vyspělé techniky.
Historie moderny: S tendencí k nástupu moderny se setkávalo umění již ve středověku jako s ironickým označením všech umělců, kteří se domnívali, že přesáhli své předchůdce.
V pozdním středověku se však již stalo hnutím, které usilovalo o překonání různých nedostatků a stalo se vyznáním těch, kteří se stavěli proti nekritickému obdivu všeho, co lze překonat, nebo co již dokonce bylo překonáno.
Koncem 17. století ve Francii vznikl „Spor starých a moderních“ (Querelle des anciens et des modernes), jehož téma (překonávání starého) se následně táhlo až do současnosti.
V období romantismu bylo moderně vytýkáno, že je příčinou přerušení tradice, ztráty hodnot, rozbití morálky a společenské soudržnosti.

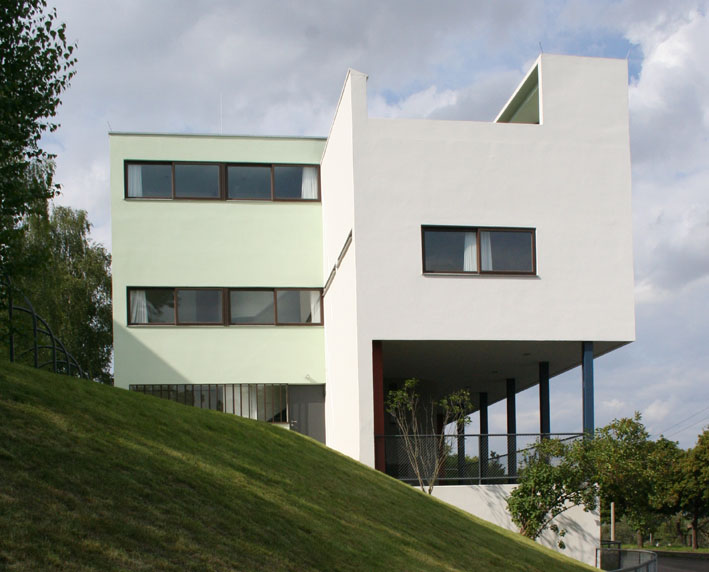
Le Corbusier, Vila ve Stuttgartu

19. století: Koncem století se k moderně přihlásilo moderní umění, které se postavilo jak proti akademismu a jeho institucím, tak proti dekorativnímu historismu.
Na přelomu století ostře odsoudil modernismus v katolické církvi papež Pius X. Hlavním nositelem reformního hnutí, které chtělo církev přiblížit současnému, modernímu světu se v Českých zemích stala Katolická moderna (literární sdružení katolických kněží). Řada z nich byla církví odsouzena a potrestána.
Literatura: V literatuře byla moderna prosazována požadavkem svobody uměleckého projevu.
Česká moderna byla názvem volné skupiny mladých českých básníků a literátů, kteří se postavili proti starší generaci a proti kulturní i politické konvenci. Počítali se k ní František Xaver Šalda, Josef Svatopluk Machar, F. V. Krejčí i družina Moderní revue.
Sochařství a architektura: S nástupem moderny došlo k dosud největší proměně ve vývoji architektury vůbec. Sochařství a architektura přešly vlivem moderny na jednotný styl a uplatňovaly i spojení s dalšími složkami výtvarné činnosti. Technické a funkční zřetele se prolínaly s výtvarnými.
Současně architektura i umění směřovaly k obrodě své účelnosti. Výtvarní umělci prosazovali větší svobodu v používání nových i historických výrazových prostředků. Posunuly se hranice mezi tvůrčími obory a v jednotlivostech dokonce zmizely. Pojmy z jednoho druhu umění byly přenášeny do druhů jiných, kde nabyly nového, symbolického významu.